# Brig-Visp-Zermatt-Bahn
| Elektrotriebwagen MGB BDSeh 4/8 und BVZ ABDeh 8/8 in Zermatt |                                                                   |                                                              |                                                          |
| |                                                                   |                                                              |                                                          |
| Streckennummer (BAV): | 140                                                               |                                                              |                                                          |
| Fahrplanfeld: | 140 (Brig–Visp–Zermatt) 141 (Täsch–Zermatt) 144 (Glacier-Express) |                                                              |                                                          |
| Streckenlänge: | 43,985 km                                                         |                                                              |                                                          |
| Spurweite: | 1000 mm (Meterspur)                                               |                                                              |                                                          |
| Stromsystem: | 11 kV 16,7 Hz ~                                                   |                                                              |                                                          |
| Maximale Neigung: | Adhäsion 25 ‰ Zahnstange 125 ‰                                    |                                                              |                                                          |
| Minimaler Radius: | 80 m                                                              |                                                              |                                                          |
| Zahnstangensystem: | Abt                                                               |                                                              |                                                          |
| |                                                                   |                                                              |                                                          |
| \| \| \| BLS, SBB von Domodossola MGB von Disentis/Mustér (seit 2007) \| \| \| \| \| \| \| \| \| 0,00 \| Brig BLS, SBB / MGB (ehem. FO) \| 672 m ü. M. \| \| \| \| nach Disentis/Mustér (bis 2007) \| \| \| \| \| \| \| \| \| \| SBB von Lausanne und BLS von Spiez ehem. Depot Brig (FO) \| \| \| \| \| \| \| \| \| \| ehem. Eigentumsgrenze FO–BVZ \| \| \| \| \| Saltina (19 m) \| \| \| \| 1,95 \| Depot Glisergrund \| Depot Glisergrund \| \| \| 3,89 \| Gamsensand ehem. Gamsen \| 661 m ü. M. \| \| \| 6,18 \| Eyholz \| 653 m ü. M. \| \| \| 8,87 \| Visp MGB (ehem. BVZ) \| 650 m ü. M. \| \| \| \| ehem. Depot Visp \| \| \| \| \| Kantonsstrasse, ehem. A9 (53 m) \| \| \| \| 9,67 \| Vispersand \| 655 m ü. M. \| \| \| \| Autobahn A9 (34 m) \| \| \| \| 12,37 \| Sefinot (seit 2017) \| 677 m ü. M. \| \| \| \| Kantonsstrasse (33 m) \| \| \| \| \| Riti \| \| \| \| 14,94 \| Ackersand \| 697 m ü. M. \| \| \| \| Ackersand (48 m), Vispa \| \| \| \| 15,23 \| Beginn Zahnstange Ackersand \| Beginn Zahnstange Ackersand \| \| \| \| \| \| \| \| 16,27 \| Stalden-Saas Luftseilbahn nach Staldenried–Gspon \| 800 m ü. M. \| \| \| \| \| \| \| \| \| Talstrasse (19 m) \| \| \| \| \| Nassbäumen (57 m) \| \| \| \| 17,27 \| Ende Zahnstange Merjen \| Ende Zahnstange Merjen \| \| \| \| Lochgraben (45 m) \| \| \| \| \| Merjenbirken (27 m) \| \| \| \| \| Mühlenbach (31 m) \| \| \| \| \| Mühlenbach (66 m) \| \| \| \| \| Unter Mühlenbach (90 m) \| \| \| \| \| Faulkinn (22 m) \| \| \| \| \| Faulkinn I (62 m) \| \| \| \| \| Faulkinn II (35 m) \| \| \| \| \| Faulkinn III (86 m) \| \| \| \| \| \| \| \| \| 19,77 \| Kalpetran Luftseilbahn nach Embd \| 897 m ü. M. \| \| \| \| \| \| \| \| \| Tschongbach (121 m) \| \| \| \| \| Umtrassierung 2007 nach Mure \| \| \| \| \| Kipfen (149 m), Matter Vispa \| \| \| \| \| ehem. Kipfen (31 m) \| \| \| \| 21,07 \| Beginn Zahnstange Kipfen \| Beginn Zahnstange Kipfen \| \| \| \| \| \| \| \| \| Kipferwald (78 m) \| \| \| \| 21,92 \| Kipferwald \| 973 m ü. M. \| \| \| \| Selli (73 m) \| \| \| \| 23,47 \| Ende Zahnstange Jungbach \| Ende Zahnstange Jungbach \| \| \| \| Jungbach (290 m) \| \| \| \| \| \| \| \| \| 24,87 \| St. Niklaus VS Luftseilbahn nach Jungen \| 1127 m ü. M. \| \| \| \| \| \| \| \| 26,87 \| Schwiedernen (seit 2017) \| 1161 m ü. M. \| \| \| 26,69 \| Beginn Zahnstange Schwidernen \| Beginn Zahnstange Schwidernen \| \| \| \| Blattbach (131 m) \| \| \| \| 27,49 \| Ende Zahnstange Blattbach \| Ende Zahnstange Blattbach \| \| \| \| Mattwald (28 m) \| \| \| \| 29,15 \| Mattsand \| 1232 m ü. M. \| \| \| 30,45 \| Herbriggen \| 1255 m ü. M. \| \| \| 31,31 \| Beginn Zahnstange Breitmatten \| Beginn Zahnstange Breitmatten \| \| \| \| Umtrassierung 1991 nach Bergsturz \| \| \| \| \| ehem. Beginn Zahnstange \| \| \| \| \| Birchbach II (30 m) \| \| \| \| \| ehem. Ende Zahnstange \| \| \| \| \| \| \| \| \| 34,32 \| Ende Zahnstange Randa \| Ende Zahnstange Randa \| \| \| \| Kantonsstrasse (32 m) \| \| \| \| 34,57 \| Randa \| 1406 m ü. M. \| \| \| \| Kantonsstrasse (38 m) \| \| \| \| 37,48 \| Täsch Monte Rosa (seit 1988) \| 1431 m ü. M. \| \| \| 38,23 \| Täsch \| 1438 m ü. M. \| \| \| \| \| \| \| \| 39,70 \| Täschsand \| 1453 m ü. M. \| \| \| 39,97 \| Beginn Zahnstange unteres Kreuz \| Beginn Zahnstange unteres Kreuz \| \| \| \| Täschsand (41 m) \| \| \| \| \| Galerie Täschwang (642 m) \| \| \| \| 40,88 \| Ende Zahnstange Kalter Boden \| Ende Zahnstange Kalter Boden \| \| \| 40,99 \| Kalter Boden \| 1548 m ü. M. \| \| \| \| Galerie Kalter Boden (729 m) \| \| \| \| \| Galerie Schusslaui (235 m) \| \| \| \| \| Galerie Luegelwang (312 m) \| \| \| \| \| Herd (36 m) (Spissfluh) \| \| \| \| \| Galerie Schafgraben (260 m) \| \| \| \| \| Anschlussgleis zur GGB \| \| \| \| 43,98 \| Zermatt Anschluss Gornergrat \| 1605 m ü. M. \| \| \| \| Standseilbahn nach Sunnegga \| \| \| \| \| \| \| \| Quellen: [1][2][3][4] \| \| \| \| |                                                                   |                                                              |                                                          |
| |                                                                   | BLS, SBB von Domodossola MGB von Disentis/Mustér (seit 2007) |                                                          |
| |                                                                   |                                                              |                                                          |
| Bahnhof | 0,00                                                              | Brig BLS, SBB / MGB (ehem. FO)                               | 672 m ü. M.                                              |
| Abzweig geradeaus und ehemals nach rechts |                                                                   | nach Disentis/Mustér (bis 2007)                              | nach Disentis/Mustér (bis 2007)                          |
| |                                                                   |                                                              |                                                          |
| Abzweig geradeaus und ehemals nach links · Betriebs-/Güterbahnhof Streckenende und quer (Strecke außer Betrieb) |                                                                   | SBB von Lausanne und BLS von Spiez ehem. Depot Brig (FO)     | SBB von Lausanne und BLS von Spiez ehem. Depot Brig (FO) |
| |                                                                   |                                                              |                                                          |
| ehemaliger Wechsel des Eisenbahninfrastrukturunternehmens |                                                                   | ehem. Eigentumsgrenze FO–BVZ                                 | ehem. Eigentumsgrenze FO–BVZ                             |
| Brücke über Wasserlauf |                                                                   | Saltina (19 m)                                               | Saltina (19 m)                                           |
| Abzweig geradeaus und nach links · Betriebs-/Güterbahnhof Streckenende und quer | 1,95                                                              | Depot Glisergrund                                            | Depot Glisergrund                                        |
| Dienststation / Betriebs- oder Güterbahnhof | 3,89                                                              | Gamsensand ehem. Gamsen                                      | 661 m ü. M.                                              |
| Haltepunkt / Haltestelle | 6,18                                                              | Eyholz                                                       | 653 m ü. M.                                              |
| Bahnhof | 8,87                                                              | Visp MGB (ehem. BVZ)                                         | 650 m ü. M.                                              |
| Abzweig geradeaus und ehemals von links · Betriebs-/Güterbahnhof Streckenende und quer (Strecke außer Betrieb) |                                                                   | ehem. Depot Visp                                             | ehem. Depot Visp                                         |
| Strecke mit Straßenbrücke |                                                                   | Kantonsstrasse, ehem. A9 (53 m)                              | Kantonsstrasse, ehem. A9 (53 m)                          |
| Dienststation / Betriebs- oder Güterbahnhof | 9,67                                                              | Vispersand                                                   | 655 m ü. M.                                              |
| |                                                                   | Autobahn A9 (34 m)                                           |                                                          |
| Dienststation / Betriebs- oder Güterbahnhof | 12,37                                                             | Sefinot (seit 2017)                                          | 677 m ü. M.                                              |
| Strecke mit Straßenbrücke |                                                                   | Kantonsstrasse (33 m)                                        | Kantonsstrasse (33 m)                                    |
| Strecke mit Straßenbrücke |                                                                   | Riti                                                         | Riti                                                     |
| Dienststation / Betriebs- oder Güterbahnhof | 14,94                                                             | Ackersand                                                    | 697 m ü. M.                                              |
| Brücke über Wasserlauf |                                                                   | Ackersand (48 m), Vispa                                      | Ackersand (48 m), Vispa                                  |
| | 15,23                                                             | Beginn Zahnstange Ackersand                                  | Beginn Zahnstange Ackersand                              |
| |                                                                   |                                                              |                                                          |
| Bahnhof | 16,27                                                             | Stalden-Saas Luftseilbahn nach Staldenried–Gspon             | 800 m ü. M.                                              |
| |                                                                   |                                                              |                                                          |
| Brücke |                                                                   | Talstrasse (19 m)                                            | Talstrasse (19 m)                                        |
| Tunnel |                                                                   | Nassbäumen (57 m)                                            | Nassbäumen (57 m)                                        |
| | 17,27                                                             | Ende Zahnstange Merjen                                       | Ende Zahnstange Merjen                                   |
| Tunnel |                                                                   | Lochgraben (45 m)                                            | Lochgraben (45 m)                                        |
| Tunnel |                                                                   | Merjenbirken (27 m)                                          | Merjenbirken (27 m)                                      |
| Tunnel |                                                                   | Mühlenbach (31 m)                                            | Mühlenbach (31 m)                                        |
| Brücke über Wasserlauf |                                                                   | Mühlenbach (66 m)                                            | Mühlenbach (66 m)                                        |
| Tunnel |                                                                   | Unter Mühlenbach (90 m)                                      | Unter Mühlenbach (90 m)                                  |
| Tunnel |                                                                   | Faulkinn (22 m)                                              | Faulkinn (22 m)                                          |
| Brücke |                                                                   | Faulkinn I (62 m)                                            | Faulkinn I (62 m)                                        |
| Brücke |                                                                   | Faulkinn II (35 m)                                           | Faulkinn II (35 m)                                       |
| Brücke |                                                                   | Faulkinn III (86 m)                                          | Faulkinn III (86 m)                                      |
| |                                                                   |                                                              |                                                          |
| Bahnhof | 19,77                                                             | Kalpetran Luftseilbahn nach Embd                             | 897 m ü. M.                                              |
| |                                                                   |                                                              |                                                          |
| Tunnel |                                                                   | Tschongbach (121 m)                                          | Tschongbach (121 m)                                      |
| |                                                                   | Umtrassierung 2007 nach Mure                                 |                                                          |
| Strecke (außer Betrieb) · Kreuzung |                                                                   | Kipfen (149 m), Matter Vispa                                 | Kipfen (149 m), Matter Vispa                             |
| Kreuzung (Strecken außer Betrieb) · Strecke |                                                                   | ehem. Kipfen (31 m)                                          | ehem. Kipfen (31 m)                                      |
| | 21,07                                                             | Beginn Zahnstange Kipfen                                     | Beginn Zahnstange Kipfen                                 |
| |                                                                   |                                                              |                                                          |
| Brücke |                                                                   | Kipferwald (78 m)                                            | Kipferwald (78 m)                                        |
| Dienststation / Betriebs- oder Güterbahnhof | 21,92                                                             | Kipferwald                                                   | 973 m ü. M.                                              |
| Brücke über Wasserlauf |                                                                   | Selli (73 m)                                                 | Selli (73 m)                                             |
| | 23,47                                                             | Ende Zahnstange Jungbach                                     | Ende Zahnstange Jungbach                                 |
| Tunnel |                                                                   | Jungbach (290 m)                                             | Jungbach (290 m)                                         |
| |                                                                   |                                                              |                                                          |
| Bahnhof | 24,87                                                             | St. Niklaus VS Luftseilbahn nach Jungen                      | 1127 m ü. M.                                             |
| |                                                                   |                                                              |                                                          |
| Dienststation / Betriebs- oder Güterbahnhof | 26,87                                                             | Schwiedernen (seit 2017)                                     | 1161 m ü. M.                                             |
| | 26,69                                                             | Beginn Zahnstange Schwidernen                                | Beginn Zahnstange Schwidernen                            |
| Tunnel |                                                                   | Blattbach (131 m)                                            | Blattbach (131 m)                                        |
| | 27,49                                                             | Ende Zahnstange Blattbach                                    | Ende Zahnstange Blattbach                                |
| Brücke über Wasserlauf |                                                                   | Mattwald (28 m)                                              | Mattwald (28 m)                                          |
| Dienststation / Betriebs- oder Güterbahnhof | 29,15                                                             | Mattsand                                                     | 1232 m ü. M.                                             |
| Bahnhof | 30,45                                                             | Herbriggen                                                   | 1255 m ü. M.                                             |
| | 31,31                                                             | Beginn Zahnstange Breitmatten                                | Beginn Zahnstange Breitmatten                            |
| |                                                                   | Umtrassierung 1991 nach Bergsturz                            |                                                          |
| Strecke |                                                                   | ehem. Beginn Zahnstange                                      | ehem. Beginn Zahnstange                                  |
| Brücke über Wasserlauf (Strecke außer Betrieb) · Brücke über Wasserlauf |                                                                   | Birchbach II (30 m)                                          | Birchbach II (30 m)                                      |
| Strecke |                                                                   | ehem. Ende Zahnstange                                        | ehem. Ende Zahnstange                                    |
| |                                                                   |                                                              |                                                          |
| | 34,32                                                             | Ende Zahnstange Randa                                        | Ende Zahnstange Randa                                    |
| Brücke |                                                                   | Kantonsstrasse (32 m)                                        | Kantonsstrasse (32 m)                                    |
| Bahnhof | 34,57                                                             | Randa                                                        | 1406 m ü. M.                                             |
| Brücke |                                                                   | Kantonsstrasse (38 m)                                        | Kantonsstrasse (38 m)                                    |
| Bahnhof | 37,48                                                             | Täsch Monte Rosa (seit 1988)                                 | 1431 m ü. M.                                             |
| Bahnhof · Kopfbahnhof Streckenanfang | 38,23                                                             | Täsch                                                        | 1438 m ü. M.                                             |
| |                                                                   |                                                              |                                                          |
| Dienststation / Betriebs- oder Güterbahnhof | 39,70                                                             | Täschsand                                                    | 1453 m ü. M.                                             |
| | 39,97                                                             | Beginn Zahnstange unteres Kreuz                              | Beginn Zahnstange unteres Kreuz                          |
| Brücke über Wasserlauf |                                                                   | Täschsand (41 m)                                             | Täschsand (41 m)                                         |
| Tunnel |                                                                   | Galerie Täschwang (642 m)                                    | Galerie Täschwang (642 m)                                |
| | 40,88                                                             | Ende Zahnstange Kalter Boden                                 | Ende Zahnstange Kalter Boden                             |
| Dienststation / Betriebs- oder Güterbahnhof | 40,99                                                             | Kalter Boden                                                 | 1548 m ü. M.                                             |
| Tunnel |                                                                   | Galerie Kalter Boden (729 m)                                 | Galerie Kalter Boden (729 m)                             |
| Tunnel |                                                                   | Galerie Schusslaui (235 m)                                   | Galerie Schusslaui (235 m)                               |
| Tunnel |                                                                   | Galerie Luegelwang (312 m)                                   | Galerie Luegelwang (312 m)                               |
| Tunnel |                                                                   | Herd (36 m) (Spissfluh)                                      | Herd (36 m) (Spissfluh)                                  |
| Tunnel |                                                                   | Galerie Schafgraben (260 m)                                  | Galerie Schafgraben (260 m)                              |
| Abzweig geradeaus und nach links |                                                                   | Anschlussgleis zur GGB                                       | Anschlussgleis zur GGB                                   |
| Kulminations-/Scheitelpunkt · Kopfbahnhof Streckenende | 43,98                                                             | Zermatt Anschluss Gornergrat                                 | 1605 m ü. M.                                             |
| |                                                                   | Standseilbahn nach Sunnegga                                  |                                                          |
| |                                                                   |                                                              |                                                          |
| Quellen: |                                                                   |                                                              |                                                          |

Die Brig-Visp-Zermatt-Bahn (BVZ) – offizielle Eigenbezeichnung von 1991 bis 2002 BVZ Zermatt-Bahn – war eine meterspurige Schmalspurbahn im Schweizer Kanton Wallis. 1891 als Visp-Zermatt-Bahn (VZ) eröffnet, ging sie am 1. Januar 2003 zusammen mit der Furka-Oberalp-Bahn (FO) in der Matterhorn-Gotthard-Bahn (MGB) auf. Die 44 Kilometer lange Bahnstrecke ist Bestandteil der Route des nach St. Moritz verkehrenden Glacier-Express und verbindet den autofreien Ferienort Zermatt mit den Gemeinden Visp und Brig-Glis im Rhonetal.

## Geschichte

### Planung, Bau und Betriebsaufnahme

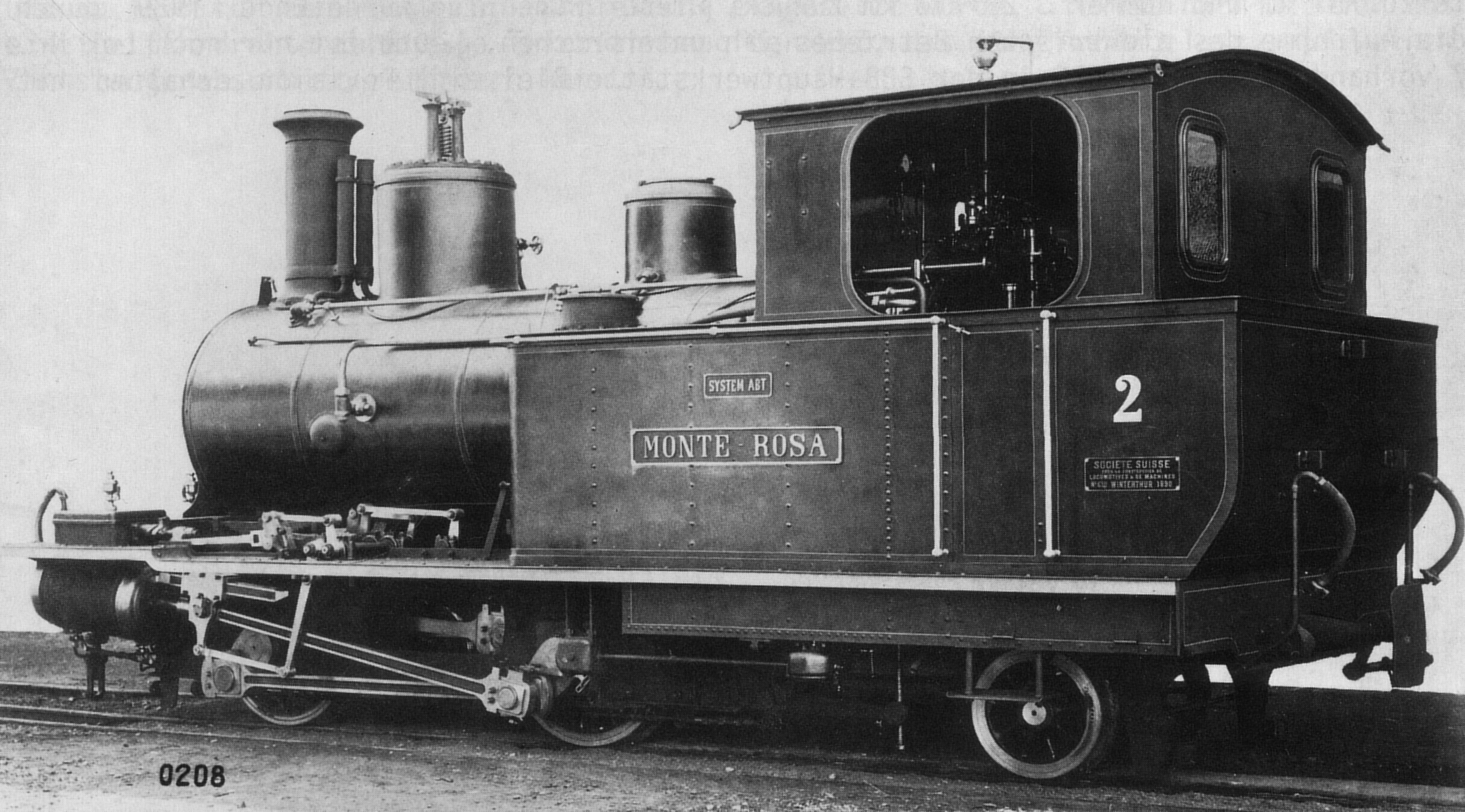
Dampflok Nr. 2

Das Bergdorf Zermatt erlangte nach der Erstbesteigung des Matterhorns durch Edward Whymper 1865 erstmals grössere Bekanntheit in Europa. Die Zahl der Übernachtungen nahm fortan kontinuierlich zu, obwohl der Ort selbst nur mittels eines langwierigen Fussmarsches durch das unwirtliche Mattertal erreichbar war. Ein einfacher Saumpfad führte lange Zeit nur bis St. Niklaus. Dennoch verzeichnete man in Zermatt in den 1880er-Jahren bereits bis zu 12'000 Touristen pro Jahr. Um den Tourismus im Tal und insbesondere in Zermatt selbst zu fördern, kamen daher bald erste Pläne auf, eine Eisenbahnlinie zu errichten, die den aufstrebenden Kurort mit dem Rhonetal verbinden sollte.
Am 21. September 1886 erteilte der Bundesrat dem Bankhaus Masson, Chavannes & Co. in Lausanne sowie der Basler Handelsbank eine erste Konzession. Der ursprüngliche Antrag sah eine von Visp nach Zermatt führende Schmalspurbahn mit 750 mm Spurweite und gemischtem Adhäsions- und Zahnradbetrieb vor. Die Spurweite wurde schliesslich auf Drängen des Bundesrates auf Meterspur geändert. Die Bahn sollte jeweils über die Sommermonate von Anfang Juni bis Ende September betrieben werden, da man die Risiken eines Betriebes im Hochgebirgswinter nicht zu bewältigen vermochte. Zudem bestand lediglich im Sommer Aussicht auf ein hohes Passagieraufkommen, da Wintertourismus zur damaligen Zeit noch keine grosse Bedeutung besass. Der Bundesrat behielt sich jedoch eine Ausdehnung der Betriebszeit vor, ebenso legte er fest, dass für Einheimische vergünstigte Tarife angeboten werden sollten.

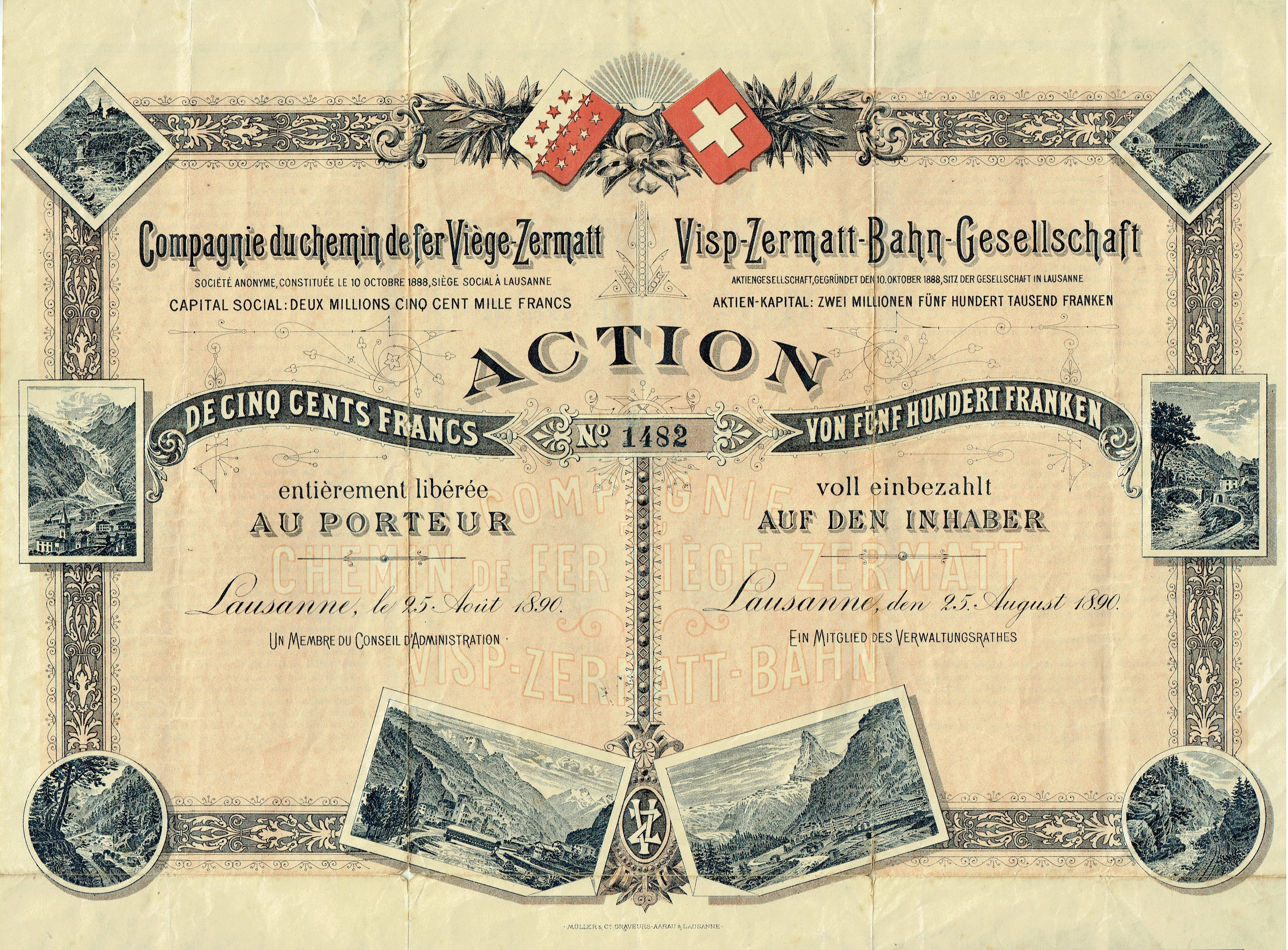
Aktie der Visp-Zermatt-Bahn-Gesellschaft (Compagnie du Chemin de Fer de Viège à Zermatt SA) vom 25. August 1890

Planung und Bau übertrugen die beteiligten Bankhäuser der Eisenbahngesellschaft Suisse-Occidentale–Simplon (SOS), die im Sommer 1887 umfangreiche Vermessungsarbeiten im Mattertal durchführte. Am 10. Oktober 1888 entstand als Betriebsgesellschaft die Compagnie du Chemin de Fer de Viège à Zermatt SA. Die genaue Streckenführung und Betriebsweise war zunächst Gegenstand intensiver Diskussionen. Die Suisse-Occidentale–Simplon schlug eine reine Adhäsionsbahn mit einer Maximalsteigung von 45 ‰ vor, während der am Bau der Gotthardbahn beteiligte Ingenieur Ernest von Stockalper gemäss der ursprünglichen Planung eine kombinierte Adhäsions- und Zahnradbahn vorschlug. Eine zur Bestimmung der idealen Betriebsweise aufgestellte Expertenkommission besuchte zu diesem Zweck zahlreiche Zahnradbahnen in der Schweiz und Deutschland, unter anderem die Brünigbahn und die mit dem Zahnstangensystem Abt ausgestattete Rübelandbahn im Harz. Die Bereisungen führten zur Entscheidung, die Bahnlinie mit dem auf der Rübelandbahn angewendeten System auszustatten und Maximalsteigungen von 125 ‰ vorzusehen. Insgesamt sollten sechs Streckenabschnitte mit einer Gesamtlänge von 7450 m mit Zahnstange ausgestattet werden.

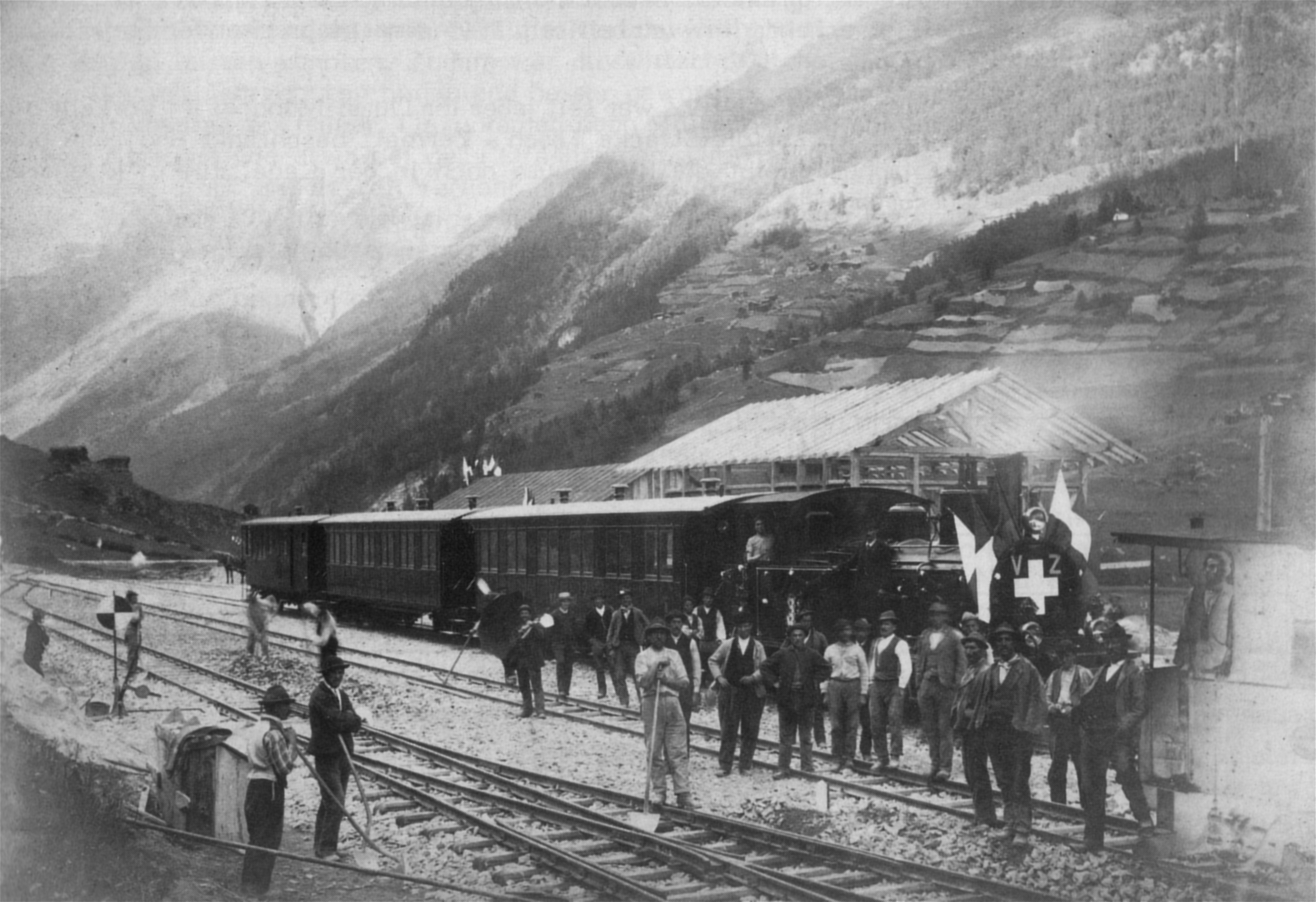
Die Ankunft des ersten Zuges in Zermatt

Der Baubeginn erfolgte am 27. November 1888 in Visp. Die Bauausführung wurde dem Westschweizer Bauunternehmer Julius Chappuis übertragen, während die SOS den Landerwerb und die Beschaffung des Rollmaterials vornahm. Der Erwerb des notwendigen Landes gestaltete sich insbesondere im Bereich der Gemeinden Stalden und St. Niklaus als schwierig, da die ansässige Bevölkerung an einem Verkauf nicht interessiert war und so langwierige Enteignungsverfahren erforderlich wurden. Auch war das Land im gesamten Tal in unzählige und zum Teil winzige Grundstücke unterteilt, deren tatsächliche Besitzer meist nicht in offiziellen Dokumenten verzeichnet waren. Das Fehlen einer Strasse machte es erforderlich, das Baumaterial fast ausschliesslich über das bereits fertiggestellte Bahntrassee an die Baustellen zu transportieren.
Am 3. Juli 1890 konnte schliesslich der Bahnbetrieb auf dem ersten Teilabschnitt zwischen Visp und Stalden aufgenommen werden. Bereits am 26. August desselben Jahres erreichten die ersten Züge St. Niklaus, ein ungewöhnlich strenger Winter verzögerte in den folgenden Monaten jedoch die Fertigstellung des restlichen Streckenabschnittes. Erst am 18. Juli 1891 konnte die Gesamtstrecke bis Zermatt dem Betrieb übergeben werden.

### Erste Betriebsjahre

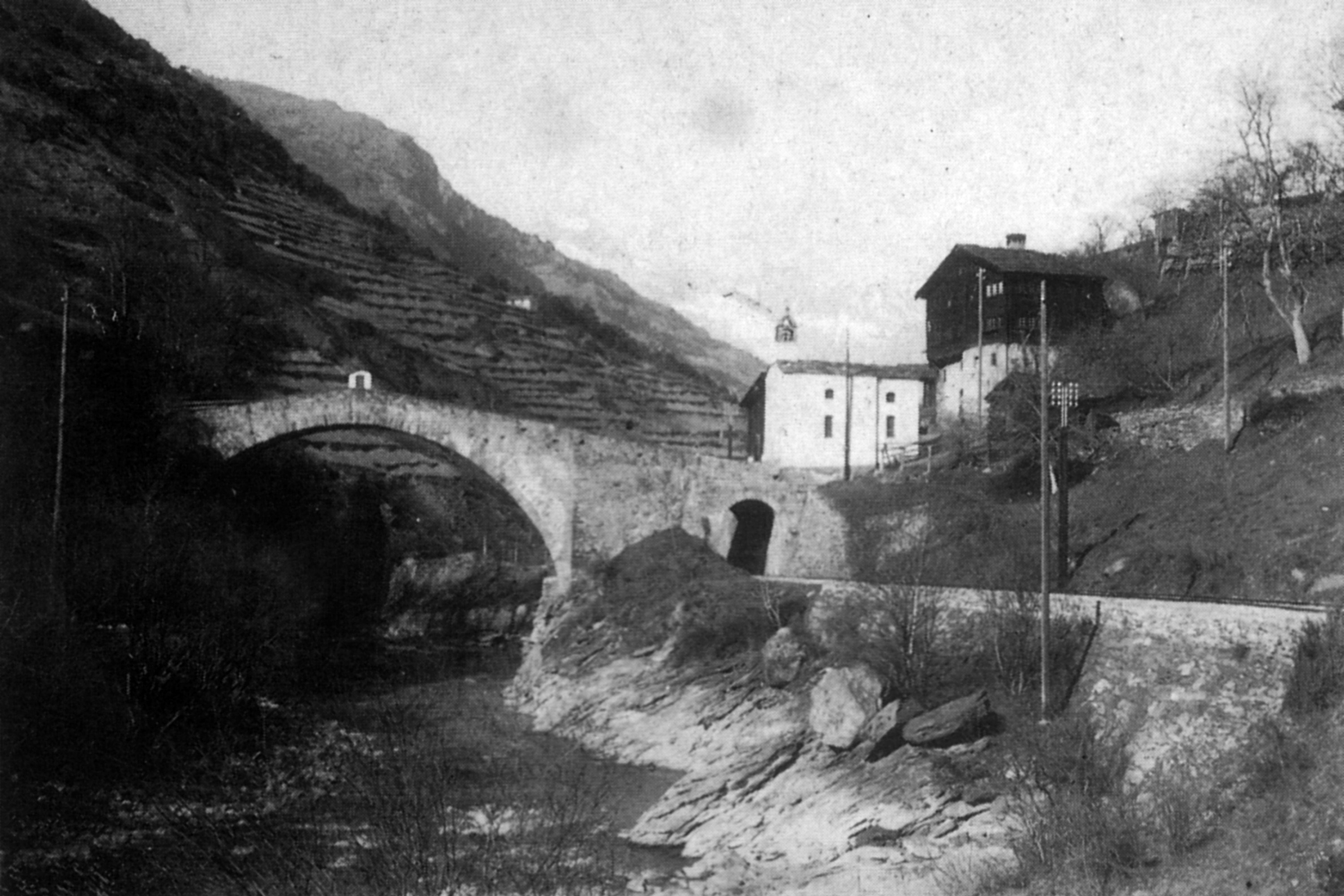
Die Ritibrücke bei Neubrück erhielt für die Bahnstrecke eine zweite Öffnung

Die Visp-Zermatt-Bahn (VZ) übertrug die Betriebsführung der Suisse-Occidentale–Simplon, da so die Möglichkeit bestand, das Personal während der Betriebsunterbrechung im Winter an anderen Stellen einzusetzen. Dieses Abkommen wurde von der Nachfolgegesellschaft Jura-Simplon-Bahn (JS) und schliesslich auch durch die Schweizerischen Bundesbahnen (SBB) noch bis 1920 beibehalten.
Die Passagierzahlen stiegen seit der Eröffnung kontinuierlich an und übertrafen bereits nach kurzer Zeit die zur Bauzeit aufgestellten Prognosen deutlich. Gleichzeitig hatte die Bahn aber auch mit zahlreichen Unwettern zu kämpfen, die den Betrieb immer wieder für Tage lahmlegten. Die Eröffnung der Gornergratbahn 1898, des Simplontunnels 1906 und der Lötschbergbahn 1913 brachten auch der Visp-Zermatt-Bahn weitere Fahrgäste. Der Aufwärtstrend fand jedoch mit dem Ausbruch des Ersten Weltkriegs ein jähes Ende. Die ausländischen Touristen blieben der Schweiz fern, während der Kohlepreis massiv anstieg. Das Passagieraufkommen sank auf das Niveau von 1891 zurück. Der Fahrplan musste erheblich reduziert und die Fahrpreise stark erhöht werden, dennoch war ein kostendeckender Betrieb nicht mehr möglich. Enthielt der Sommerfahrplan 1914 noch sechs Zugpaare pro Tag zwischen Visp und Zermatt, fuhren nach Kriegsausbruch lediglich noch drei, ab 1918 sogar nur zwei Zugpaare. 1918 betrug der Gesamtverlust rund 971'000 Franken.
Nach Kriegsende stiegen die Fahrgastzahlen zunächst nur langsam wieder an. Inmitten des sich abzeichnenden Aufschwungs zerstörte am 24. September 1920 ein Hochwasser rund 300 Meter des Trassees zwischen Visp und Ackersand, nachdem bereits im Winter 1919/20 die Matter Vispa durch Lawinen und Erdrutsche auf das Bahntrassee bei Kipfen umgelenkt worden war und schwere Verwüstungen angerichtet hatte. Das daraus resultierende Defizit, das bislang letzte in der Geschichte der Bahn, nahmen die SBB zum Anlass, die auslaufenden Verträge nicht zu verlängern und die Betriebsführung zum 1. Januar 1921 an die VZ abzugeben. Diese ging daraufhin eine Direktionsgemeinschaft mit der Gornergratbahn ein. Gleichzeitig wurde in Zusammenarbeit mit Zermatter Hoteliers ein Büro eingerichtet, das erstmals internationale Werbung für den Touristenort Zermatt betrieb. 1927 erreichten die Passagierzahlen wieder das Vorkriegsniveau, 1931 erzielte die Bahn mit 227'845 beförderten Personen einen neuen Rekord, der erst nach dem Zweiten Weltkrieg überboten werden sollte.

### Lückenschluss, Elektrifizierung und Ganzjahresbetrieb

#### Die Rettung der Brig-Furka-Disentis-Bahn
Die Visp-Zermatt-Bahn selbst hatte den Ersten Weltkrieg unbeschadet überstanden. Grundlegend anders stellte sich die Situation jedoch bei der bei Kriegsausbruch noch nicht fertiggestellten Brig-Furka-Disentis-Bahn (BFD) dar. Diese hatte bis 1915 lediglich den Streckenabschnitt von Brig nach Gletsch fertigstellen können und musste 1923 Konkurs anmelden. VZ-Direktor Auguste Marguerat ergriff die Initiative zur Erhaltung der Bahnlinie. Es bildete sich ein Syndikat, das durch den Bund und die Kantone Wallis, Uri, Graubünden sowie Waadt unterstützt wurde. Am 4. April 1925 konnten Bahnanlagen und Fahrzeuge für 1,75 Millionen Franken ersteigert werden. Am 17. April erfolgte die Neugründung der Furka-Oberalp-Bahn AG (FO) mit einem Aktienkapital von 3,3 Mio. Franken. Bereits am 4. Juli 1926 konnte der Betrieb auf der Gesamtstrecke bis Disentis aufgenommen werden. Die FO selbst unterstand zunächst der Direktion der VZ, erst am 1. Januar 1961 wurde sie als eigenständiger Betrieb ausgegliedert.

#### Lückenschluss Brig–Visp
Mit der Betriebsaufnahme der Furka-Oberalp-Bahn wurde es zum Nachteil, dass die meterspurige VZ in Visp durch die 8 km allein in Normalspur ausgeführte Bahnstrecke vom Westende des zusammenhängenden bünden-urnerischen Meterspurnetzes (FO in Brig) getrennt war. Zudem mussten seit Eröffnung der Lötschbergbahn 1913 die Reisenden aus Richtung Bern sowohl in Brig als auch in Visp umsteigen; ein Zustand, der als umständlich empfunden wurde.
Zahlreiche Projekte einer meterspurigen Bahnlinie von Visp nach Brig waren bereits zu Anfang des 20. Jahrhunderts vorgeschlagen worden, die meisten sahen eine Weiterführung in Richtung Furka oder Grimsel vor, realisiert wurde aber schliesslich nur die spätere Furka-Oberalp-Bahn mit Ausgangspunkt in Brig. 1919 reichte der Hotelier Alexander Seiler ein Konzessionsgesuch für eine meterspurige Strassenbahn von Visp nach Brig ein, welche der Erschliessung der zwischen den beiden Ortschaften gelegenen kleineren Siedlungen dienen sollte. Das Projekt wurde eingestellt, nachdem die SBB erklärten, an ihrer Normalspurstrecke zwei Haltepunkte einzurichten. Da die SBB der Ankündigung nicht nachkamen, wurde der Konzessionsantrag 1925 erneut eingereicht. Kurz darauf übernahm ein aus der VZ, der FO und den Visper Lonza-Werken bestehendes Komitee das Projekt. Unter der Leitung der VZ wurde es in eine parallel zur SBB-Strecke verlaufende Verbindungsbahn umgewandelt, die keine Zwischenhaltestellen mehr aufweisen und allein der Verknüpfung von VZ und FO dienen sollte. 1928 stellte das Komitee einen entsprechend abgewandelten Konzessionsantrag, der unter der Massgabe, eine Zwischenhaltestelle einzurichten, am 28. September 1928 genehmigt wurde. Der durchgehende Betrieb von Brig nach Zermatt konnte schliesslich am 5. Juni 1930 aufgenommen werden. Kurioserweise führte dies nicht unmittelbar zu einer Namensänderung der Visp-Zermatt-Bahn. Erst zum 1. Juni 1962 wurde der Name auf Compagnie du Chemin de Fer de Brigue–Viège–Zermatt (Brig-Visp-Zermatt-Bahn) geändert.
Die drei nun gleismässig verbundenen Schmalspurbahnen Visp-Zermatt-Bahn, Furka-Oberalp-Bahn und Rhätische Bahn nutzten die Verbindung zur Einrichtung eines durchgehenden Schnellzuges von St. Moritz nach Zermatt. Am 25. Juni 1930 verliess erstmals der inzwischen weltweit bekannte Glacier-Express den Bahnhof von Zermatt.

#### Elektrifizierung

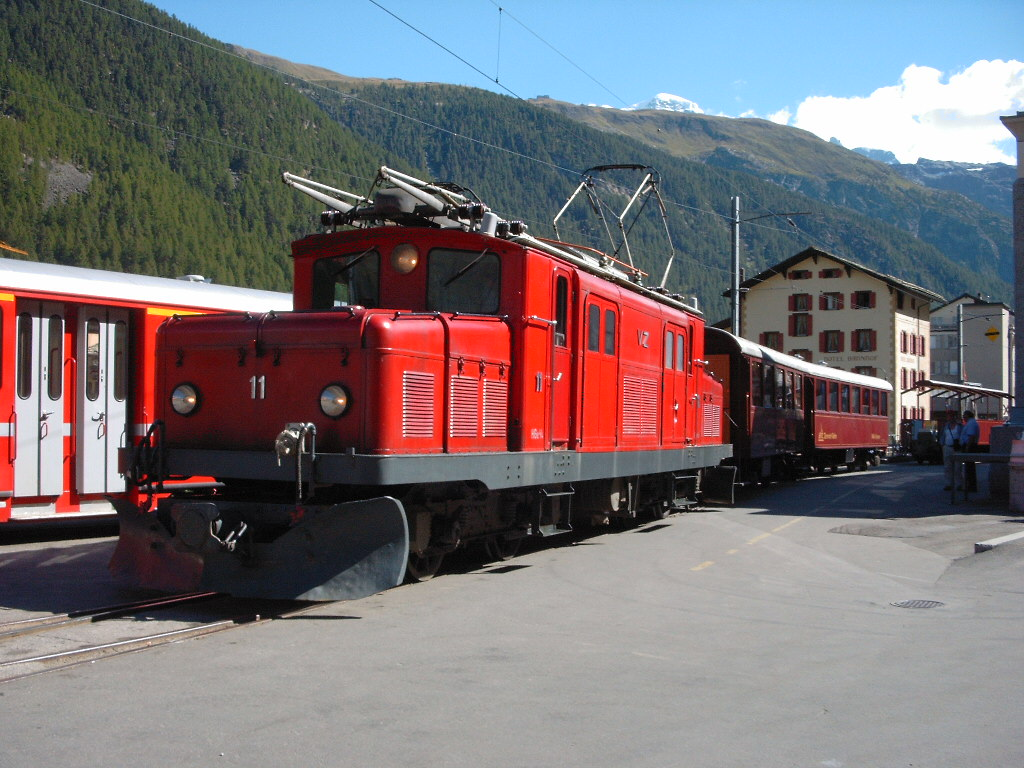
Die Elektrolokomotiven HGe 4/4 11–15 bildeten 1929 die Grundlage des elektrischen Betriebs

Unter dem Eindruck der während des Ersten Weltkrieges enorm gestiegenen Kohlepreise diskutierte man bald nach Kriegsende eine Elektrifizierung der Bahn, um von teuer importierter Kohle unabhängig zu werden. Eine 1919 in Auftrag gegebene Studie empfahl die Verwendung von Gleichstrom mit einer Spannung von 1500 bis 3000 Volt. Um Kosten zu sparen, sollten Teile der Dampflokomotiven für den Bau von Elloks verwendet werden, zeitweise erwog man die Beschaffung von Triebwagen. Da in der unmittelbaren Nachkriegszeit die Preise für Kupfer und die erforderlichen elektrischen Anlagen noch immer extrem hoch waren, musste der Plan mit Rücksicht auf die nach wie vor angeschlagene Finanzlage der VZ aufgegeben werden.
Erst 1927 kamen erneut Pläne für die Umstellung auf elektrischen Betrieb auf. Nun sollte jedoch hochgespannter Wechselstrom mit einer Frequenz von 16 2⁄3 Hz verwendet werden. Dies bot unter anderem den Vorteil, lediglich einen Einspeisungspunkt bei Visp installieren zu müssen, was die Kosten für elektrische Anlagen gegenüber den ursprünglichen Plänen drastisch reduzierte. Erwägungen, das Stromsystem der SBB mit 15'000 Volt unverändert zu übernehmen, mussten schnell fallen gelassen werden. Insbesondere die Rhätische Bahn, die seit 1913 auf der Engadiner Linie elektrischen Betrieb mit 11'000 Volt Wechselstrom erfolgreich durchführte, betonte die Vorteile einer geringeren Spannung. So konnte man im Engadin Lokomotiven mit luftgekühlten Transformatoren verwenden, während solche für 15'000 Volt eine schwere Ölkühlung erforderlich machten, die das Gewicht der Lokomotiven erheblich erhöhen würde. Zudem sei bei der Verwendung eines einheitlichen Stromsystems im Falle einer Elektrifizierung der Furka-Oberalp-Bahn ein problemloser durchgehender Betrieb möglich. Dies führte zur Entscheidung, auch auf der Visp-Zermatt-Bahn eine Spannung von 11'000 Volt zu verwenden.
Für die Elektrifizierung der Bahnanlagen und die Beschaffung von Elektrolokomotiven wurde ein Budget von 1,7 Mio. Franken aufgestellt. Die Energieversorgung übertrug man den SBB, die sich vertraglich verpflichteten, in Visp Wechselstrom mit einer Spannung von 15'000 Volt bereitzustellen. Dieser wurde dort auf die benötigte Spannung heruntertransformiert. Für die Beförderung der Züge wurden fünf Elektrolokomotiven des Typs HGe 4/4 bei SLM, SIG und MFO beschafft. Ab dem 1. Oktober 1929 konnten schliesslich alle fahrplanmässigen Züge elektrisch befördert werden. Von den insgesamt acht vorhandenen Dampfloks des Typs HG 2/3 konnten die fünf ältesten Exemplare ausgemustert werden, der Rest blieb als Reserve und für die Schneeräumung weiter im Dienst.

#### Aufnahme des Winterbetriebs
Bereits 1907 kamen seitens der Talbevölkerung und der Zermatter Hoteliers Forderungen auf, die Visp-Zermatt-Bahn auch im Winter zu betreiben. SBB und VZ lehnten dies jedoch aufgrund der daraus resultierenden hohen Kosten und daher mangelnden Rentabilität ab. Auch die Unfallgefahr durch Lawinen und Hochwasser betrachtete man als unkalkulierbares Risiko. Zudem bestand seitens der VZ lange Zeit die Ansicht, dass Zermatt als Wintersportort ohnehin nicht geeignet sei. Der Walliser Staatsrat, der dem Winterbetrieb positiv gegenüberstand, prüfte daher die Möglichkeit, die Betriebspflicht der VZ zumindest für den Streckenabschnitt von Visp nach St. Niklaus auf die Wintermonate auszudehnen. Da der Konzessionstext im Bezug auf die Betriebszeit jedoch eindeutig formuliert war und eine Konzessionsänderung gegen den Willen des Inhabers in Ermangelung eines Präzedenzfalles nicht durchführbar erschien, unterblieben weitere Anstrengungen bis 1914. Mit dem Ausbruch des Ersten Weltkrieges wurde die Forderung nach durchgehendem Betrieb vorerst obsolet.
Weitere Bestrebungen zum durchgehenden Betrieb nahm man erst Mitte der 1920er-Jahre auf. Zermatter Hotels blieben im Winter 1927/28 erstmals durchgehend geöffnet. Die VZ hatte zwischenzeitlich die Bedeutung Zermatts für den Wintersport erkannt und zeigte sich kooperativer. Am 30. Oktober 1928 nahm sie erstmals den fahrplanmässigen Winterbetrieb bis St. Niklaus auf. Im folgenden Winter verkehrte erstmals ein Zugpaar pro Tag bis Zermatt, sofern die Witterungsverhältnisse einen Betrieb zuliessen. Diese Betriebsweise konnte bis Ende 1930 beibehalten werden, im Januar und Februar 1931 machten zahlreiche Lawinen einen regelmässigen Betrieb jedoch unmöglich. Es wurde deutlich, dass ein geregelter Winterbetrieb ohne Schutzbauten nicht durchführbar wäre, woraufhin es 1932 zum Abschluss eines Vertrags zwischen dem Kanton Wallis und der VZ kam. Dieser sah den durchgehenden Winterbetrieb der VZ vor, im Gegenzug verpflichtete sich der Kanton, die Errichtung von Schutzbauten zu 50 % zu subventionieren. Diese wurden im Herbst 1933 planmässig fertiggestellt, im folgenden Winter konnte so erstmals ein durchgehender Winterbetrieb auf der gesamten Strecke angeboten werden.

### Zweiter Weltkrieg, Nachkriegszeit und Aufschwung

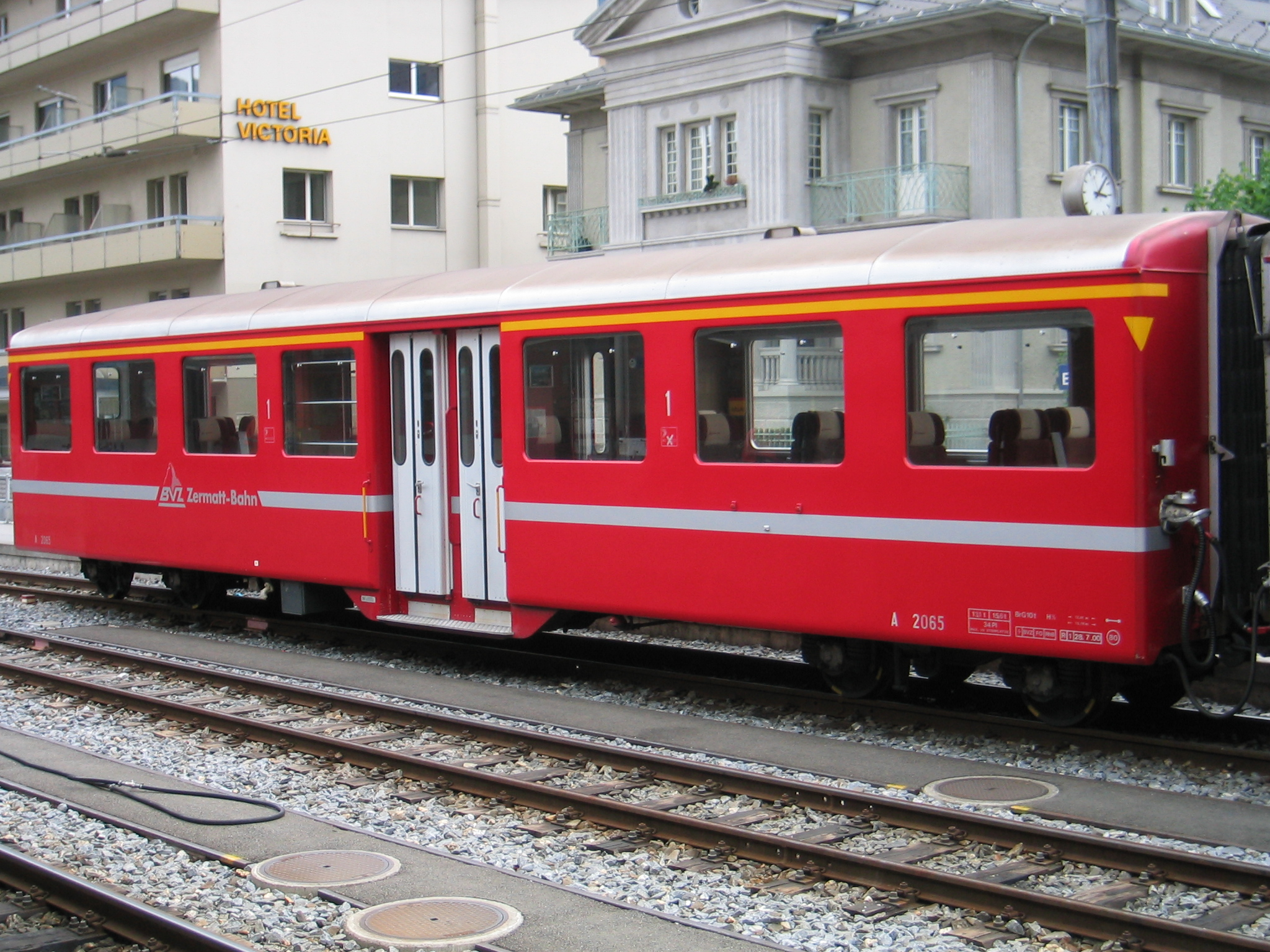
Mitteleinstiegswagen A 2065 von 1961

Der Kriegsausbruch 1939 hatte weit weniger dramatische Auswirkungen auf den Bahnverkehr, als es noch 1914 der Fall gewesen war. Zwar blieben auch diesmal die ausländischen Touristen dem Mattertal fern, jedoch stellten Schweizer Ausflügler, die sich dank der zuvor eingeführten Erwerbsersatzordnung auch während des Krieges Reisen leisten konnten, sowie Militärtransporte die Auslastung der Kapazitäten sicher. Dank der Elektrifizierung hatten auch die erneut stark gestiegenen Kohlepreise keine Auswirkungen mehr auf den Bahnbetrieb. Während der Kriegsjahre stiegen die Fahrgastzahlen kontinuierlich an und erreichten 1945 mit 265'473 beförderten Personen einen neuen Höhepunkt.
Nach Kriegsende stiegen die Fahrgastzahlen weiter stark an. 1961 überschritten die Passagierzahlen erstmals die Millionengrenze, brachen 1963 wegen einer Typhus-Epidemie in Zermatt jedoch kurzfristig wieder ein. Auch der Güterverkehr stieg insbesondere durch Kraftwerksbauten im Saastal und bei Zermatt massiv an. Die VZ nutzte den Aufschwung zur sukzessiven Modernisierung des Bahnbetriebs: Zwischen 1958 und 1989 wurden mit Ausnahme der Kipfenbrücke, die nach der Zerstörung durch eine Lawine 1947 als Stahlbrücke neu errichtet worden war, alle grösseren Brücken durch Stahlbetonkonstruktionen ersetzt, was eine Erhöhung der Achslast erlaubte.

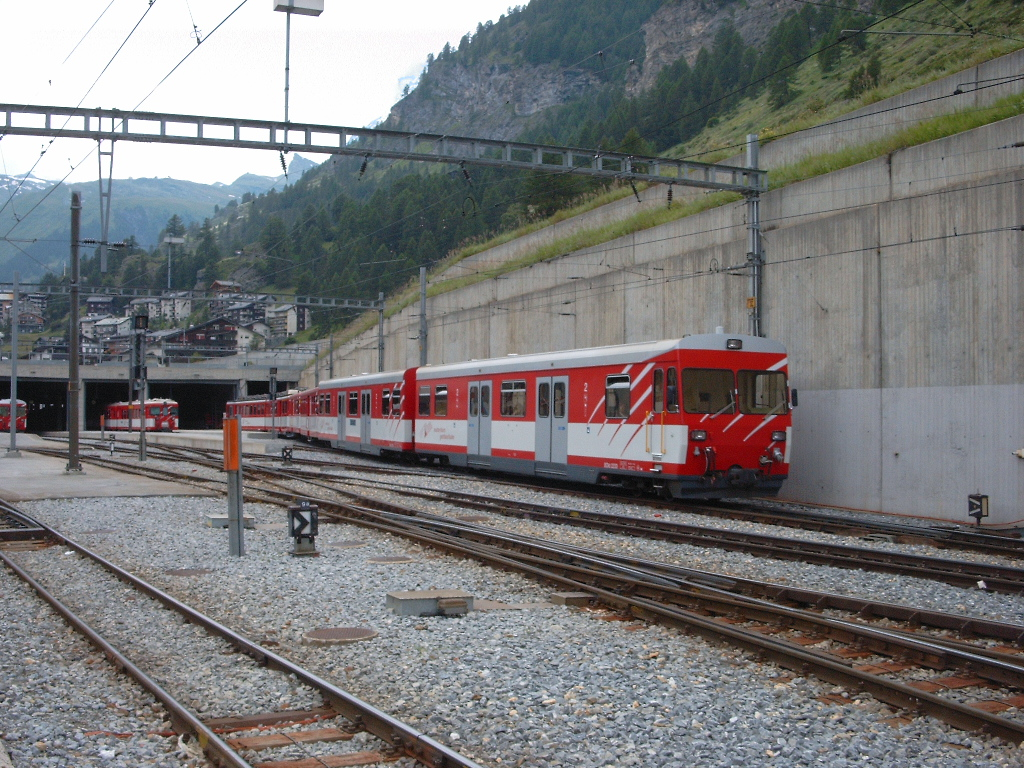
Pendelzug Täsch–Zermatt

Das Rollmaterial wurde ebenso erneuert. Die grösstenteils noch aus der Dampflokzeit stammenden Personenwagen mit offenen Plattformen ersetzte man zwischen 1955 und 1963 durch moderne in Leichtstahlbauweise gefertigte Personenwagen mit Mitteleinstieg. Die Lokomotiven aus der Zeit der Elektrifizierung wurden zwischen 1960 und 1965 durch fünf Personentriebwagen ergänzt. Zur Erhöhung der Sicherheit installierte man zwischen 1965 und 1966 auf der gesamten Strecke ein von Brig aus ferngesteuertes Streckenblocksystem.
Die Lawinenschutzbauten an der gesamten Strecke wurden ebenso kontinuierlich erweitert. Die Verwüstung des Bahnhofes von Zermatt am 4. Januar 1966 gab den Anlass, den gesamten Bahnhof grundlegend umzubauen und lawinensicher zu überdachen. Noch im selben Jahr wurde im nördlichen Teil eine Lawinengalerie errichtet. Die Bauarbeiten an einer lawinensicheren Überdachung der Bahnsteige begannen 1982 und endeten 1989.
Die Öffnung der Talstrasse bis Täsch 1971 resultierte in einem neuen Schwerpunkt des Passagieraufkommens. Zahlreiche Touristen fahren seither mit dem eigenen Auto bis Täsch, wo sie auf die Züge der BVZ umsteigen müssen, da die Strasse nach Zermatt bis heute für den Autoverkehr geschlossen ist und nur mit Sondergenehmigung befahren werden darf. Zur Bewältigung des zusätzlichen Passagieraufkommens richtete man ab Mai 1972 einen Pendelverkehr zwischen Täsch und Zermatt ein. Dieser befördert seitdem rund zwei Drittel aller in Zermatt eintreffenden Fahrgäste.
Mit der Inbetriebnahme von vier Gepäcktriebwagen Deh 4/4 1975 und 1976 und dazu passenden Steuerwagen konnten auf dieser wichtigen Verbindung erstmals Pendelzüge eingesetzt werden, auch die Züge auf der Gesamtstrecke von Brig nach Zermatt wurden seitdem in zunehmender Zahl als Pendelzug geführt.

### Weitere Modernisierung und Fusion mit der FO
Die 1980er-Jahre waren durch weiter zunehmende Fahrgastzahlen geprägt. Insbesondere der anhaltende Erfolg des seit 1982 ganzjährig verkehrenden Glacier-Express, dessen Fahrgastzahlen von rund 20'000 im Jahr 1982 auf 269'830 im Jahr 2005 anstiegen, trug zur Auslastung der Bahnlinie und zur Bekanntheit Zermatts bei.
Zur Bewältigung des gestiegenen Verkehrsaufkommens baute man den Bahnhof von Zermatt zwischen 1982 und 1989 grundlegend um. Sämtliche Bahnsteiggleise erhielten eine lawinensichere Überdachung, die Westseite der Gleisanlagen wird seitdem durch eine 300 Meter lange massive Lawinenmauer begrenzt. Das Bahnhofsgebäude aus dem Eröffnungsjahr wurde abgerissen und durch einen grösseren Neubau ersetzt.
Als zweite grössere Baumassnahme erfolgte zwischen 1983 und 1984 die Errichtung des Depots Glisergrund bei Brig, das teilweise die beengten Depotanlagen am Bahnhof Visp ersetzte. Die Furka-Oberalp-Bahn ergänzte das Gelände bis 1998 um eine weitere Wartungshalle. Das komplette Depotgelände nimmt heute eine Fläche von rund 50'000 m² ein.

#### Der Bergsturz von Randa

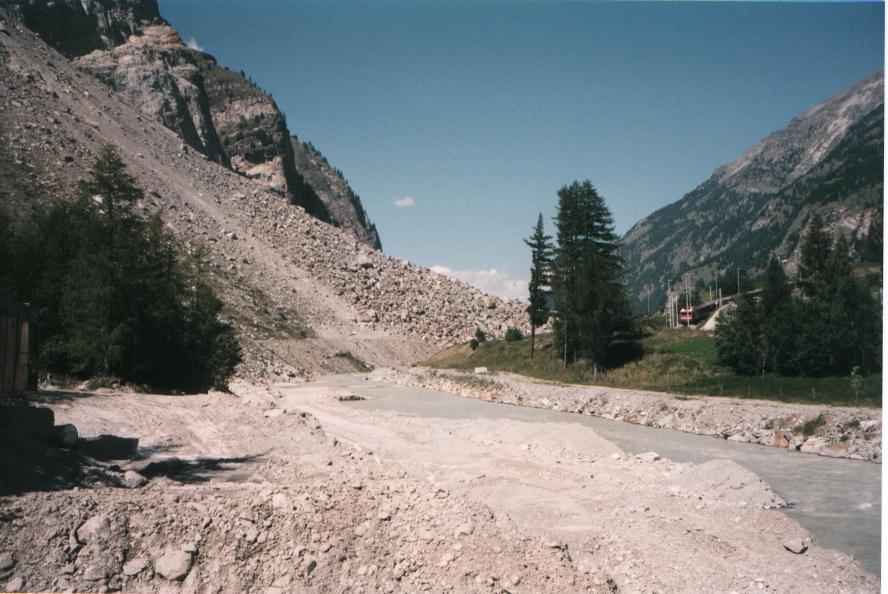
Schuttkegel des Bergsturzes von Randa, von Süden betrachtet. Rechts ein Zug der BVZ auf neu errichteter Strecke.

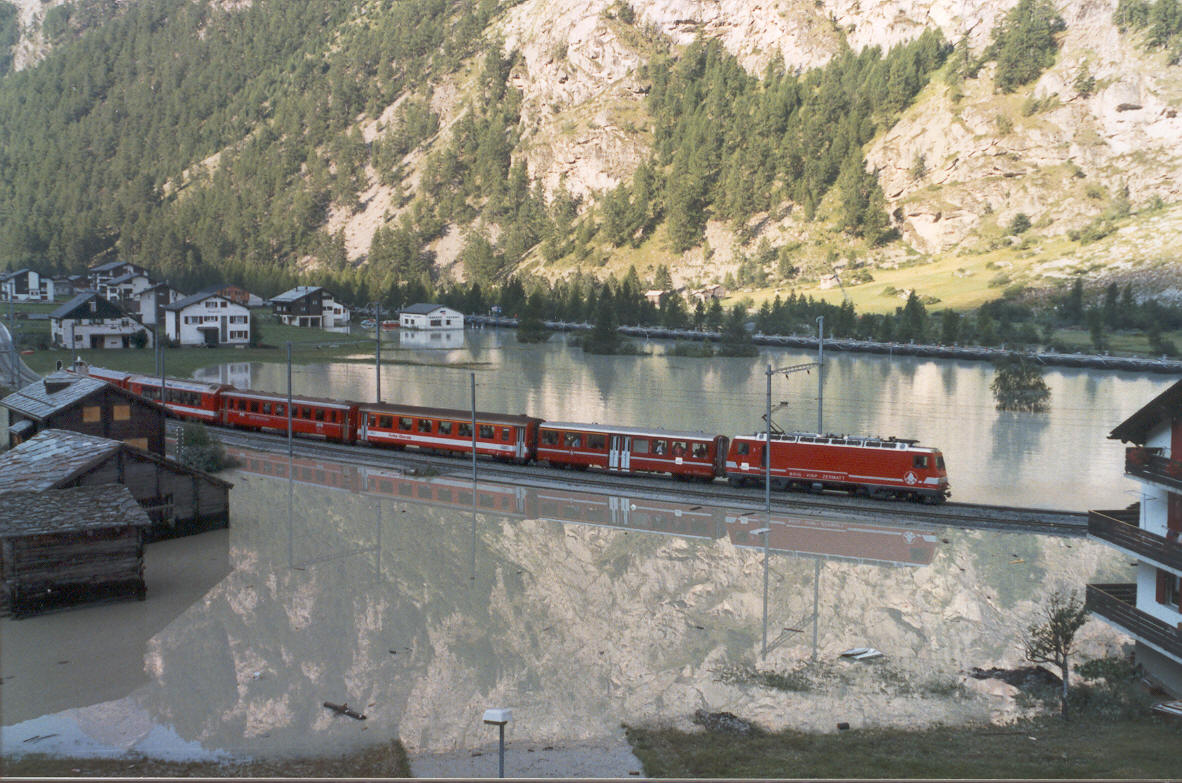
Ein Glacier-Express durchquert am 10. August 1991 das noch teilweise überschwemmte Randa

Die grösste Katastrophe in der Geschichte der BVZ ereignete sich im Jubiläumsjahr 1991. Am 18. April um 6:45 Uhr lösten sich aus der Wartfluh nordwestlich von Randa rund 15 Millionen Kubikmeter Fels und verschütteten die Matter Vispa, Teile des Weilers Lerch sowie 100 Meter des Bahntrassees. Es kamen keine Personen zu Schaden, da der Weiler Lerch unbewohnt war und sich zum Zeitpunkt des Bergsturzes kein Zug im betroffenen Streckenabschnitt aufhielt. Ein nach Zermatt fahrender Güterzug blieb jedoch wenige hundert Meter nördlich der Unglücksstelle liegen, nachdem der Fahrstrom wegen der Schäden an der Fahrleitung und des daraus resultierenden Kurzschlusses ausgefallen war. Der Personen- und Güterverkehr wurde kurzfristig auf die unversehrt gebliebene Strasse verlegt. Zwischen Herbriggen und Randa verkehrten Busse als Schienenersatzverkehr, zwischen Randa und Zermatt fuhren die Züge im Pendelverkehr. Ab dem 22. April waren wieder durchgehende Güterzuge möglich, für die von der Furka-Oberalp-Bahn eine Diesellok des Typs HGm 4/4 angemietet wurde. Der Personenverkehr blieb vorerst eingestellt, da weitere Bergstürze nicht ausgeschlossen werden konnten.
Am 9. Mai stürzten erneut grosse Felsmassen ins Tal, die das Bahntrassee auf 250 Metern verschütteten und auch die Talstrasse unpassierbar machten. Zudem staute der Schuttkegel die Matter Vispa auf, wodurch der untere Dorfteil langsam überschwemmt wurde. Nach heftigen Niederschlägen stand am 18. Juni 1991 auch der Bahnhof unter Wasser. Sofort begann die Planung einer neuen Streckenführung für Schiene und Strasse, die das Katastrophengebiet umgehen sollte. Das neue, insgesamt 2860 m lange Bahntrassee konnte am 1. August 1991 eröffnet werden. Ein schweres Gewitter am 8. August führte jedoch zur Verstopfung des neu ausgehobenen Flussbettes der Matter Vispa durch angespültes Geschiebe, was eine zweite Überschwemmung des Bahnhofs zur Folge hatte. Nachdem das Wasser in ausreichendem Masse abgeflossen war, konnte der Bahnbetrieb am 10. August wieder aufgenommen werden.
Der Gesamtschaden an den Bahnanlagen betrug 16,5 Mio. Franken, wovon 13,59 Mio. durch die Naturschadenhilfe nach dem Eisenbahngesetz des Bundes gedeckt werden konnten. Die ursprünglich für den Juli 1991 vorgesehenen Jubiläumsfeiern mussten wegen der Streckenunterbrechung in den Oktober verschoben werden. Gleichzeitig erfolgte die Umbenennung der Brig-Visp-Zermatt-Bahn in BVZ Zermatt-Bahn, um stärker auf den wichtigsten Ort an der Strecke hinzuweisen.

#### Wandel zur Matterhorn-Gotthard-Bahn

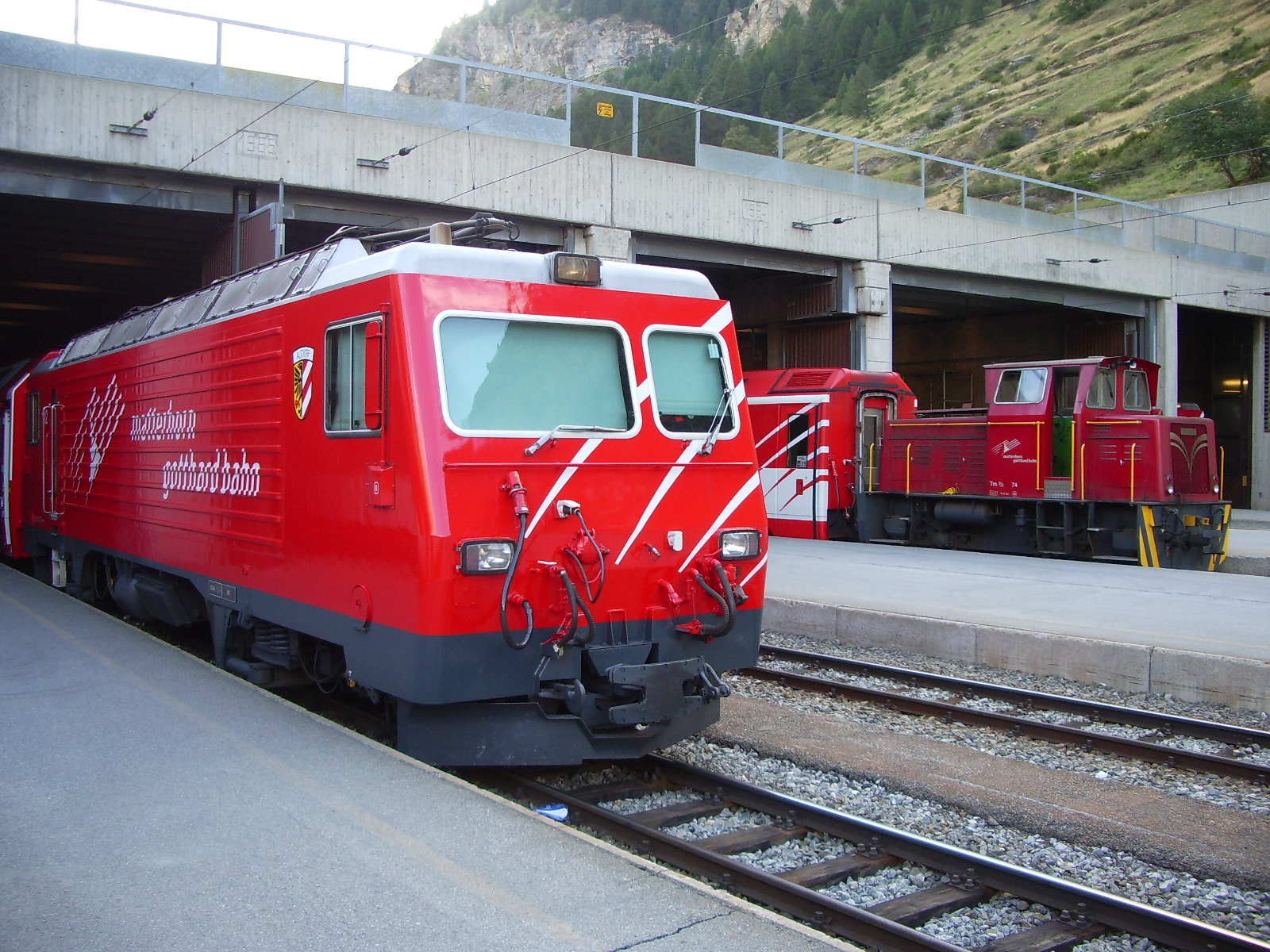
Ehemalige FO-Lok HGe 4/4 II 102 mit neuer Beschriftung im Bahnhof Zermatt

Zum 1. Januar 2003 fusionierte die BVZ mit der benachbarten Furka-Oberalp-Bahn zur Matterhorn-Gotthard-Bahn. Gleichzeitig erfolgte die Aufspaltung in die Geschäftsbereiche Matterhorn Gotthard Verkehrs AG (Personenbeförderungskonzession, Rollmaterial, Wartung, Strassenverkehr), Matterhorn Gotthard Infrastruktur AG (Infrastrukturkonzession, Trassee, Gebäude) sowie der Matterhorn Gotthard Bahn AG als für Management und Personal verantwortliche Konzernleitung. Alle Konzerngesellschaften gehören der aus der BVZ hervorgegangenen BVZ Holding sowie dem Bund und den Kantonen Wallis, Uri und Graubünden.
Die Fusion der beiden Bahnen ermöglichte die Umsetzung zahlreicher Ausbaumassnahmen. Bis Ende 2006 wurde das Pendelzugterminal in Täsch grundlegend umgebaut und die Anzahl der überdachten Parkplätze auf 1700 erhöht. Im Zusammenhang mit der Eröffnung des Lötschberg-Basistunnels erfolgte der vollständige Umbau des Bahnhofs Visp. Die Gleise der MGB wurden dazu ab 2005 vom Bahnhofsvorplatz neben die bestehenden Normalspurgleise verlegt, um die Umsteigewege zu den Reisezügen der SBB zu minimieren.
Im Jahr 2017 konnten die beiden Kreuzungsstellen Sefinot und Schwiedernen in Betrieb genommen werden.

#### Auswirkungen des Durchgangsbahnhofs Brig
Im Jahr 2007 konnte die MGB den Durchgangsbahnhof Brig dem Betrieb übergeben. Seither sind die Strecken der ehemaligen FO und der BVZ ohne Spitzkehre miteinander verbunden. Wegen der asymmetrischen Anordnung der Magnete zur Betriebsartenüberwachung für Zahnstangen- und Adhäsionsbetrieb ergab sich ein Problem. Damit die Fahrzeuge durchgehend verkehren können, baute die MGB die kürzere der beiden von Brig ausgehenden Strecken um. In der Nacht vom 1. auf den 2. Dezember 2007 verschob sie die streckenseitigen Betriebsarten-Überwachungsmagnete zwischen Visp und Zermatt auf die andere Gleisseite. Damit die Anordnung der Fahrzeug- und Gleismagnete wieder übereinstimmte, mussten die Triebfahrzeuge und Steuerwagen über die noch vorhandene Strecke via Naters gewendet werden. Wegen der Anordnung der Steuerleitungen wurden auch die Wagen gedreht. Unverändert blieb die Stellung der im Verkehr Täsch–Zermatt eingesetzten Pendelzüge mit den Triebwagen BDSeh 4/8. Bei diesen Triebzügen und den talseitig eingesetzten Steuerwagen der HGe-4/4-II- und Deh-4/4-Pendelzüge mussten die Magnete und die Steuerleitung versetzt werden.

## Streckenbeschreibung

### Brig – Visp

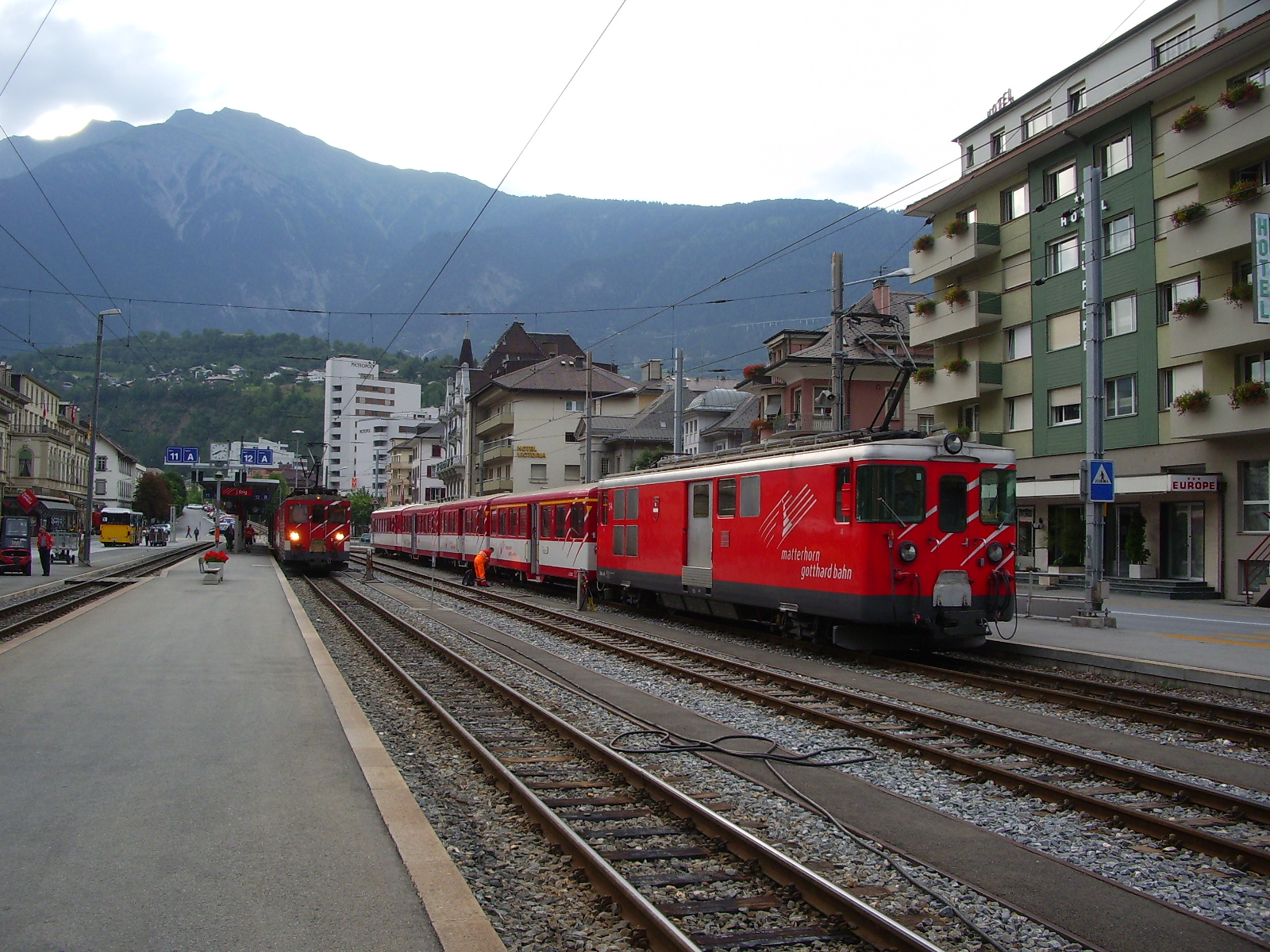
Bahnhof Brig mit Pendelzügen nach Andermatt (links) und Zermatt (rechts)

Ausgangspunkt der Strecke nach Zermatt ist seit 1930 der Bahnhof Brig. Bis zur Fusion beider Bahnen befand sich dieser im Besitz der FO, die BVZ musste daher ein Benutzungsentgelt zahlen. Der 1915 von der damaligen Brig-Furka-Disentis-Bahn errichtete Bahnhof verfügt über drei Bahnsteiggleise und liegt auf dem Vorplatz des normalspurigen Bahnhofes von Brig, von wo Anschluss an die Züge von BLS und SBB in Richtung Lötschberg, Genfersee und Simplon besteht. Mit der Eröffnung des Lötschberg-Basistunnels steigt ein grosser Teil der Reisenden mit Ziel Zermatt und Richtung Rhonetal in Visp um. Brig ist ein Durchgangsbahnhof, der vorherige Zustand als Kopfstation wurde mit der Eröffnung einer direkten Ausfahrt nach Osten in Richtung Goms beendet. Die neue Streckenführung, die am 1. Dezember 2007 erstmals befahren wurde, ersetzte einen mit zahlreichen Bahnübergängen ausgestatteten Streckenabschnitt durch Naters. Von Seiten der Stadt Brig wird angestrebt, die Anlage auf dem Bahnhofplatz vollständig aufzuheben und die Schmalspurzüge in den Normalspurbahnhof einzuführen.
Entlang der Strecke nach Visp waren früher die 2001 stillgelegten Depotanlagen der FO und eine Wagenhalle, die auch von der BVZ mitbenutzt wurde, angeordnet. Im Anschluss daran überquert das Trassee die Saltina auf einer aus dem Jahr 1930 stammenden Eisenbrücke. Hiernach verläuft die Meterspurlinie weitgehend parallel zur Rhonetalstrecke der SBB entlang des südlichen Rhoneufers. Westlich des Briger Ortsteils Glis befinden sich die zwischen 1984 und 1998 errichteten Depots Glisergrund (ex BVZ) und Werkstätte Glisergrund (ex FO), welche heute einen Grossteil des Rollmaterials der MGB beherbergen. Rund vier Kilometer westlich von Brig liegt die Ausweichstelle Gamsensand, die auch über Gütergleise für die Befüllung von Kesselwagen verfügt. Die frühere Haltestelle Gamsen lag rund 300 Meter östlich der Ausweiche, sie wurde Anfang der 1990er-Jahre aufgegeben, nachdem die dort beginnende Seilbahn nach Mund stillgelegt worden war.
Bereits auf Visper Gemarkung befindet sich die nächste Haltestelle Eyholz. Sie wurde 1999 angelegt und dient hauptsächlich der Erschliessung eines nahegelegenen Einkaufszentrums. Die Strecke passiert das weitläufige Industriegelände der Lonza und erreicht nach rund neun Kilometern den Bahnhof von Visp. Der zurückgelegte Streckenabschnitt verläuft in einem leichten Gefälle, insgesamt liegen zwischen Brig und Visp rund 21 Meter Höhenunterschied.

### Visp – Stalden

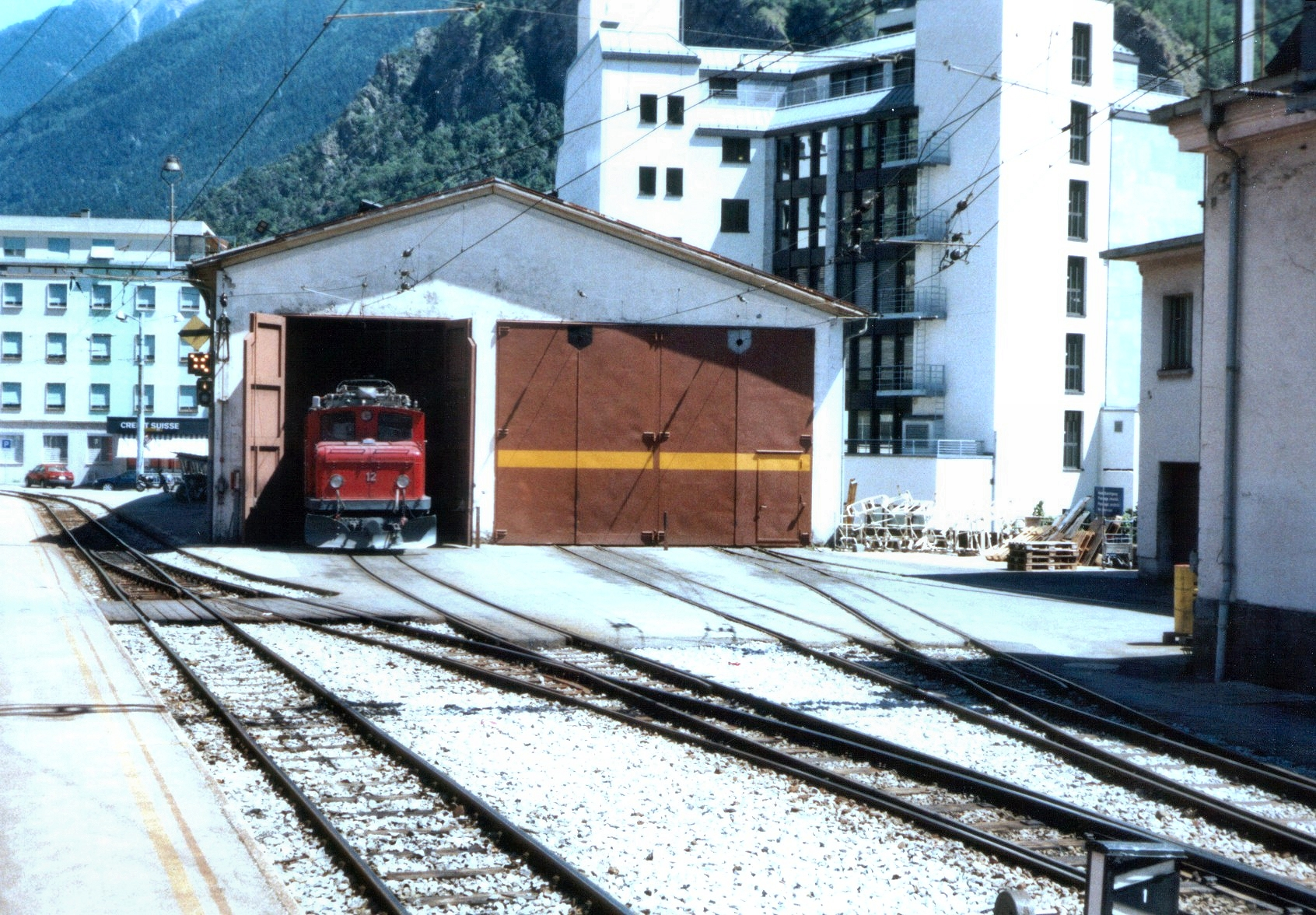
Das Krokodil HGe 4/4 Nr. 12 im 2005 abgebrochenen Lokschuppen von Visp

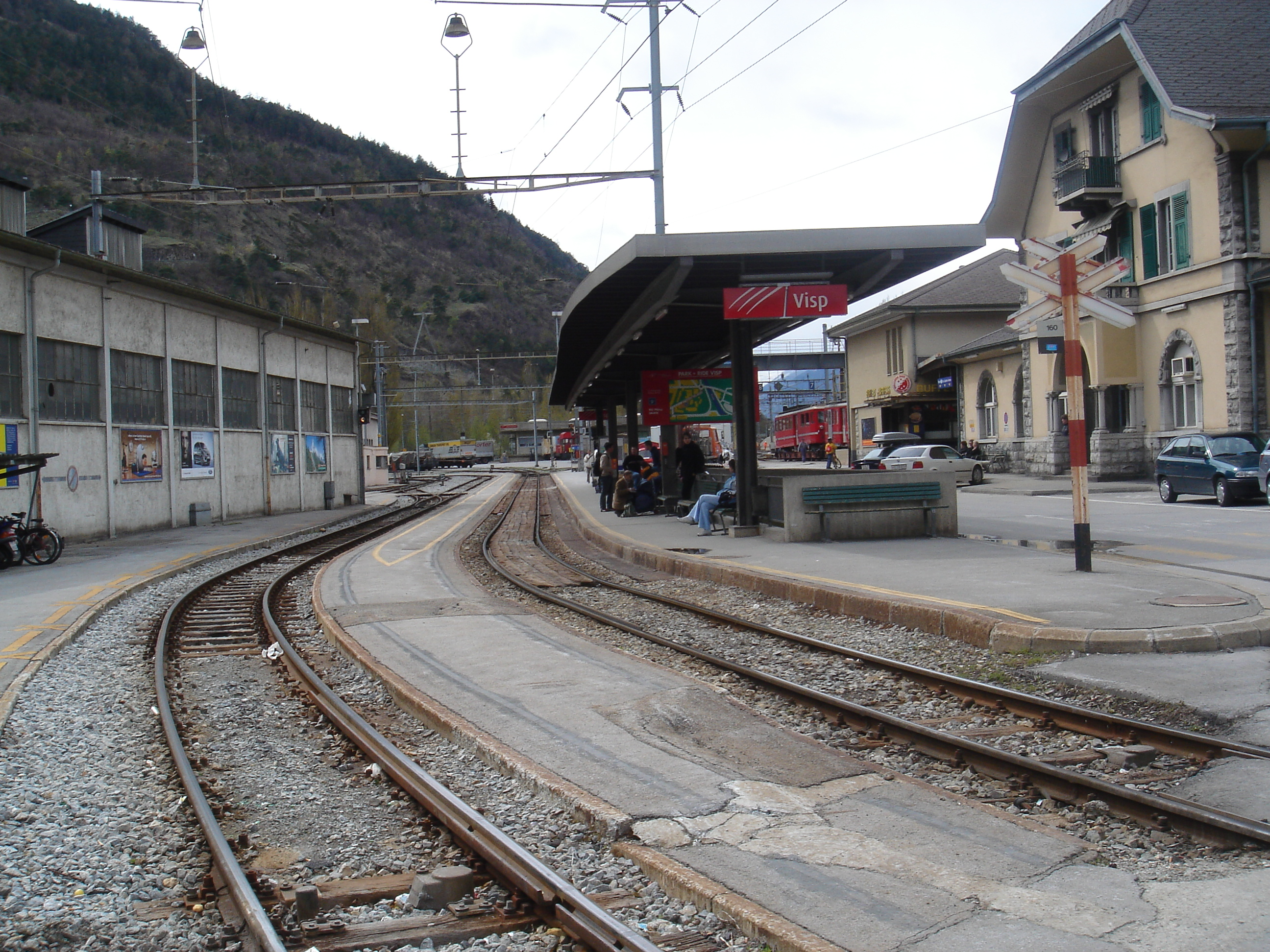
Die alten Bahnhofsanlagen von Visp, April 2004

Der Meterspurbahnhof von Visp lag wie auch in Brig ursprünglich vor dem Empfangsgebäude des SBB-Bahnhofes. Südlich der beiden Bahnsteiggleise schlossen sich die umfangreichen Depot- und Werkstattanlagen der BVZ an. Für den Passagierverkehr errichtete die VZ zur Betriebsaufnahme 1890 lediglich eine hölzerne Wartehalle, da alle übrigen Einrichtungen wie Toiletten oder Wartesaal bereits im Empfangsgebäude der Jura–Simplon (bis 1889 Suisse-Occidentale–Simplon) vorhanden waren.
Der grundlegende Umbau der Bahnhofsanlage begann 2006. Da abzusehen war, dass nach der Fertigstellung des Lötschberg-Basistunnels der Grossteil der Fahrgäste in Visp in die Züge nach Zermatt umsteigen würde, wurden Schmalspur- und Normalspur-Gleise näher zusammengeführt. Den Zügen der MGB stehen seither drei Perronkanten zur Verfügung. Das Schmalspur-Gleis 3 liegt unmittelbar neben dem neuen Normalspur-Gleis 4. Das Empfangsgebäude sowie das gesamte Depotareal der BVZ wurden parallel dazu abgerissen, die Instandhaltung der Schienenfahrzeuge wird seitdem ausschliesslich in der Werkstätte Glisergrund durchgeführt. Die feierliche Eröffnung des neuen Umsteigeknotens erfolgte am 16. und 17. Mai 2008.
Die Ausfahrt aus dem Bahnhof erfolgt in einer engen Linkskurve, zusätzlich geht das Trassee in ein starkes Gefälle über, um die Kantonsstrasse 9 zu unterqueren. Die zwischen 1972 und 1975 errichtete Unterführung bildet zudem den tiefsten Punkt der gesamten Linie. Die Strecke verlässt nun das Rhonetal und wechselt in das bis zum Endpunkt Zermatt durchfahrene Mattertal. Das Trassee verläuft hier nur leicht ansteigend parallel zur Talstrasse auf der östlichen Talseite bis zur Ortschaft Ackersand. Der dortige Haltepunkt wird nicht mehr bedient, als Ausweichstelle ist die Station jedoch nach wie vor für den Bahnbetrieb erforderlich. Ein benachbartes Wasserkraftwerk verfügte lange Zeit über ein vom Haltepunkt abgehendes Anschlussgleis.
Im unmittelbaren Anschluss überquert die Bahnlinie mittels einer 1974 errichteten Spannbetonbrücke die Vispa. Kurz darauf beginnt der erste Zahnstangenabschnitt, das Trassee führt nun mit der Maximalsteigung von 125 ‰ an der westlichen Talflanke empor und erreicht kurz darauf den Bahnhof von Stalden-Saas. Mit der neuen Kreuzungsstelle Sefinot, die sich auf dem Netz der Matterhorn-Gotthard-Bahn im Vispertal zwischen Visp und Stalden-Saas bei Bahn-Km 12,718 befindet, wurde am 25. August 2017 das erste Projekt des Bahn-Ausbauschritts 2025 (AS 2025) in Betrieb genommen. Die Kreuzungsstelle Sefinot ermöglicht einen stabilen Halbstundentakt auf der stark frequentierten Strecke von Visp nach Zermatt und kostete rund 8 Millionen Franken.

### Stalden – St. Niklaus

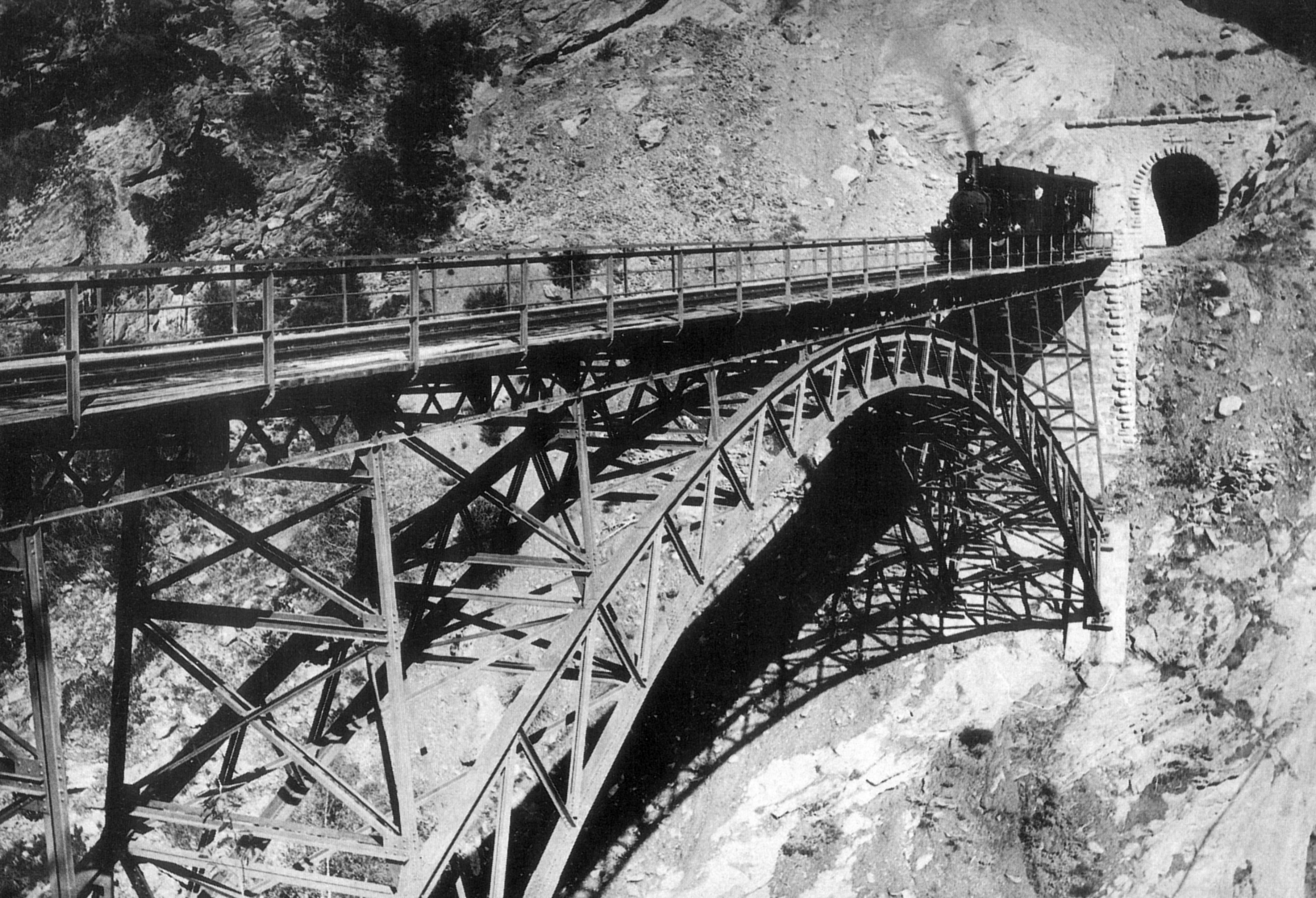
Der 1959 abgebrochene alte Mühlebachviadukt

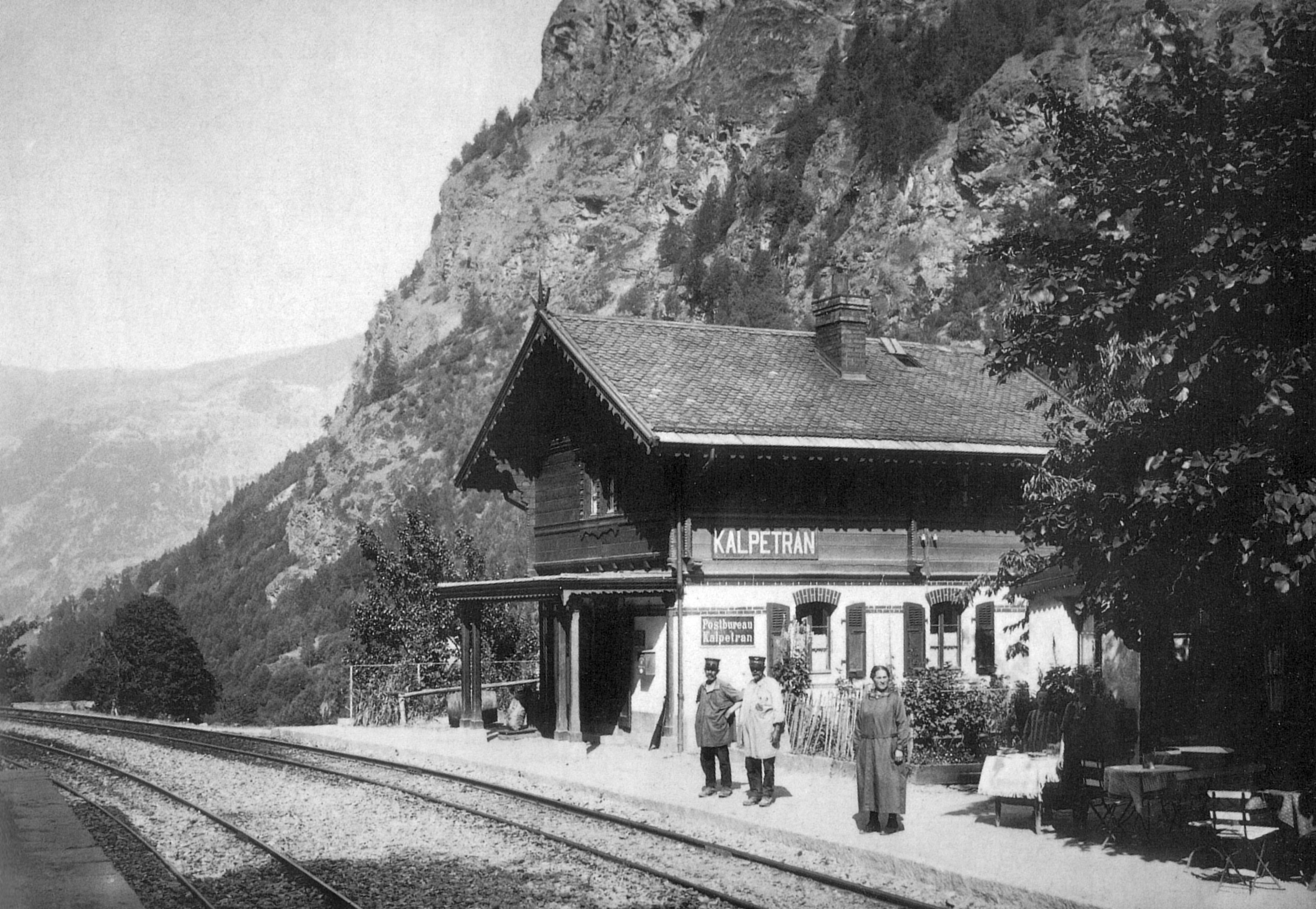
Der Bahnhof von Kalpetran um 1891

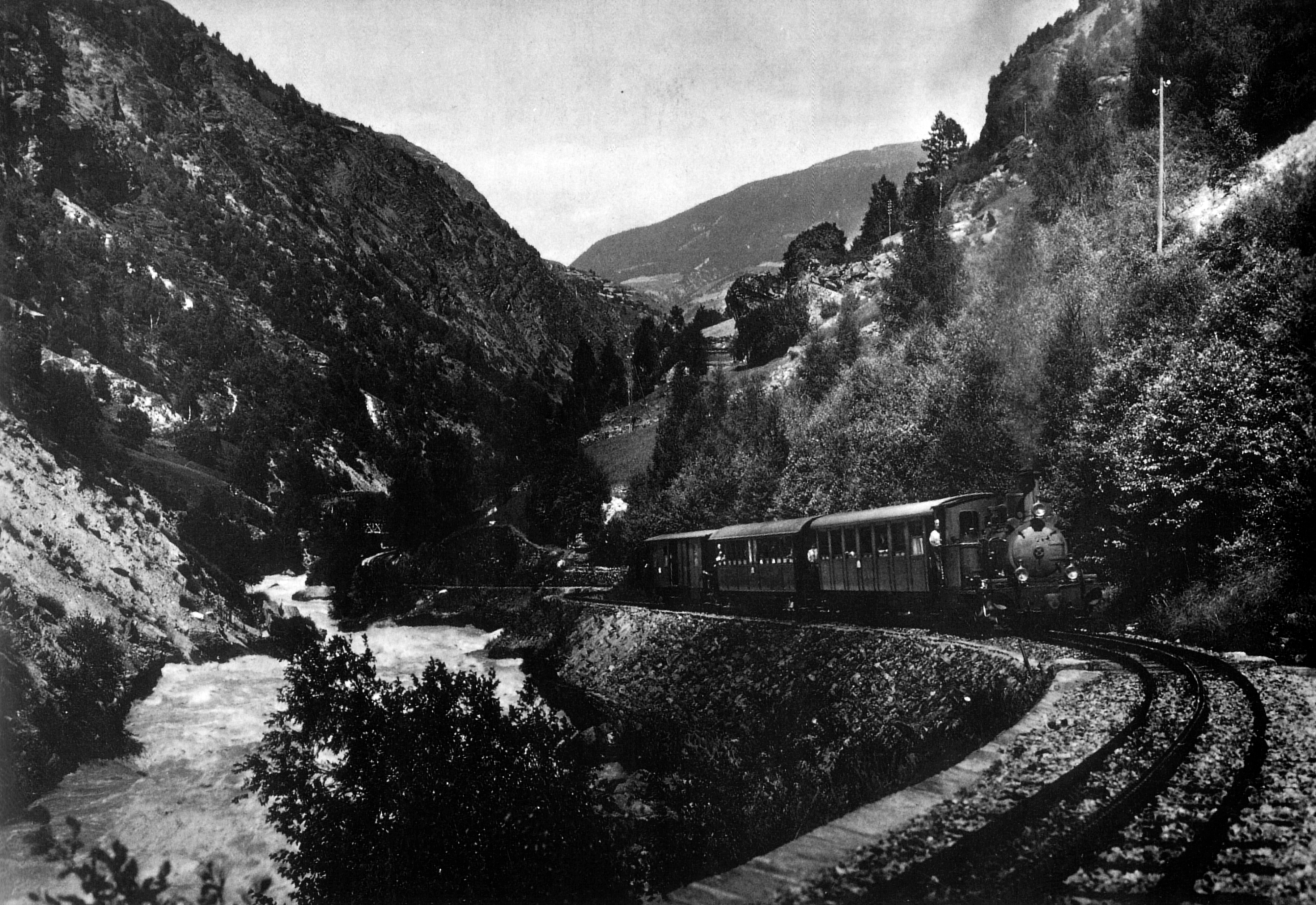
Zug der VZ um 1900 in der Kipfenschlucht

Der auf rund 800 Metern über dem Meer liegende Bahnhof von Stalden erstreckt sich s-förmig entlang des südwestlichen Ortsrandes. Der Bahnhof selbst hatte lange Zeit grosse Bedeutung als Ausgangspunkt der Postautolinien in das Saastal und erhielt daher auch ein grosszügig dimensioniertes Empfangsgebäude, das zweitgrösste an der Strecke nach jenem in Zermatt. Zu Beginn des 20. Jahrhunderts kamen Pläne zum Bau einer weiteren Eisenbahnlinie nach Saas-Fee auf, die in Stalden von der bestehenden Strecke abzweigen sollte; der Erste Weltkrieg vereitelte jedoch diese Pläne. Die Bedeutung des Bahnhofes, der seit 1931 die offizielle Bezeichnung Stalden-Saas trägt, hat allerdings seit den 1950er-Jahren abgenommen, da die Postautolinien ihren Ausgangspunkt seither in Brig haben. Die Busse halten jedoch auch weiterhin am Bahnhof Stalden und stellen den Anschluss an die Züge nach Zermatt her. Unmittelbar neben den Gleisanlagen befindet sich zudem die Talstation der Luftseilbahn nach Staldenried. Die beiden Gleise sind seit 1986 durchgehend mit Zahnstangen ausgestattet, da sich unmittelbar vor und hinter der Station Steigungsstrecken anschliessen.
Der bei Ackersand beginnende Zahnstangenabschnitt setzt sich hinter Stalden noch einige Hundert Meter weiter fort. Die Strecke verläuft anschliessend vergleichsweise flach weiter entlang auf der rechten Seite des sich zunehmend verengenden Tales, während die Matter Vispa rund 150 Meter tiefer durch eine enge Schlucht fliesst. Der folgende Abschnitt weist die ersten noch relativ kurzen Tunnelabschnitte sowie die grösste Brücke an der Strecke auf. Der 67 Meter lange Mühlebachviadukt überspannt das namensgebende Gewässer in einer Höhe von 43 Metern. Die ursprüngliche Eisenfachwerkkonstruktion wurde 1959 durch eine Spannbeton-Bogenbrücke ersetzt.
Bei Kilometer 19,8 wird schliesslich der Bahnhof von Kalpetran erreicht. Der eigentliche Ort besitzt nur wenige Gebäude, die wichtigste Einrichtung am Bahnhof ist die hier beginnende Luftseilbahn zum Bergdorf Embd. Hinter dem Bahnhof trifft die Bahnstrecke erneut auf die Matter Vispa und wechselt auf die linke Talseite. Die dazu errichtete Kipfenbrücke musste mehrfach erneuert werden: Die ursprüngliche 30 Meter lange Eisen-Fachwerkkonstruktion wurde 1945 durch eine Lawine zerstört. Ein daraufhin eingebautes Provisorium wurde 1947 durch eine stählerne Fischbauchträgerbrücke ersetzt, die ihrerseits 1999 erneut durch eine Lawine zerstört wurde. Ein als Ersatz eingebauter Stahlträger wurde im Herbst 2007 durch eine weiter flussabwärts errichtete 146 Meter lange Betonbrücke ersetzt, die auch die Strasse nach Kalpetran aufnimmt. Mit der Eröffnung der insgesamt 1,2 km langen Neubaustrecke wurden zudem die letzten auf offener Strecke vorhandenen Gleisbögen mit 80 Metern Kurvenradius beseitigt.
Wenige Meter hinter der Kipfenbrücke beginnt der zweite Zahnstangenabschnitt. Die folgende Streckenführung durch die Kipfenschlucht gilt als landschaftlich reizvollster Abschnitt der gesamten Strecke. Bahnlinie und Matter Vispa verlaufen hier auf engstem Raum unmittelbar nebeneinander. Der gesamte Streckenabschnitt wurde mehrfach durch Hochwasser und Lawinen teils erheblich beschädigt. Zur Vermeidung weiterer Schäden wurde die Matter Vispa daher seit Ende des 19. Jahrhunderts zunehmend reguliert und das Bahntrassee durch massives Mauerwerk geschützt. Inmitten der Schlucht richtete man 1999 die vollautomatische Kreuzungsstelle Kipferwald ein. Das obere Ende der Kipfenschlucht markiert die Sellibrücke, auf der die Matter Vispa zum dritten Mal überquert wird. Kurz darauf endet die Zahnstange, und das Trassee führt entlang der rechten Seite des sich erweiternden Tals zum 1126 Meter über dem Meer gelegenen St. Niklaus. Seit Stalden wurden insgesamt 327 Höhenmeter überwunden.

### St. Niklaus – Randa – Täsch

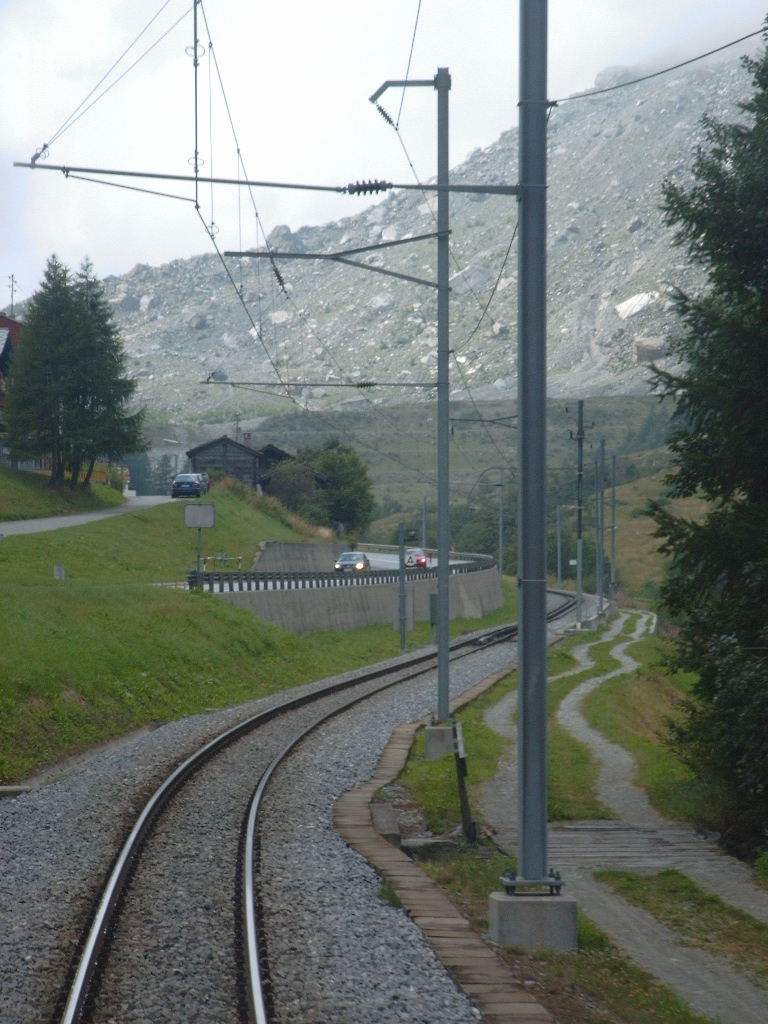
Der Bergsturz von Randa, von Norden aus betrachtet

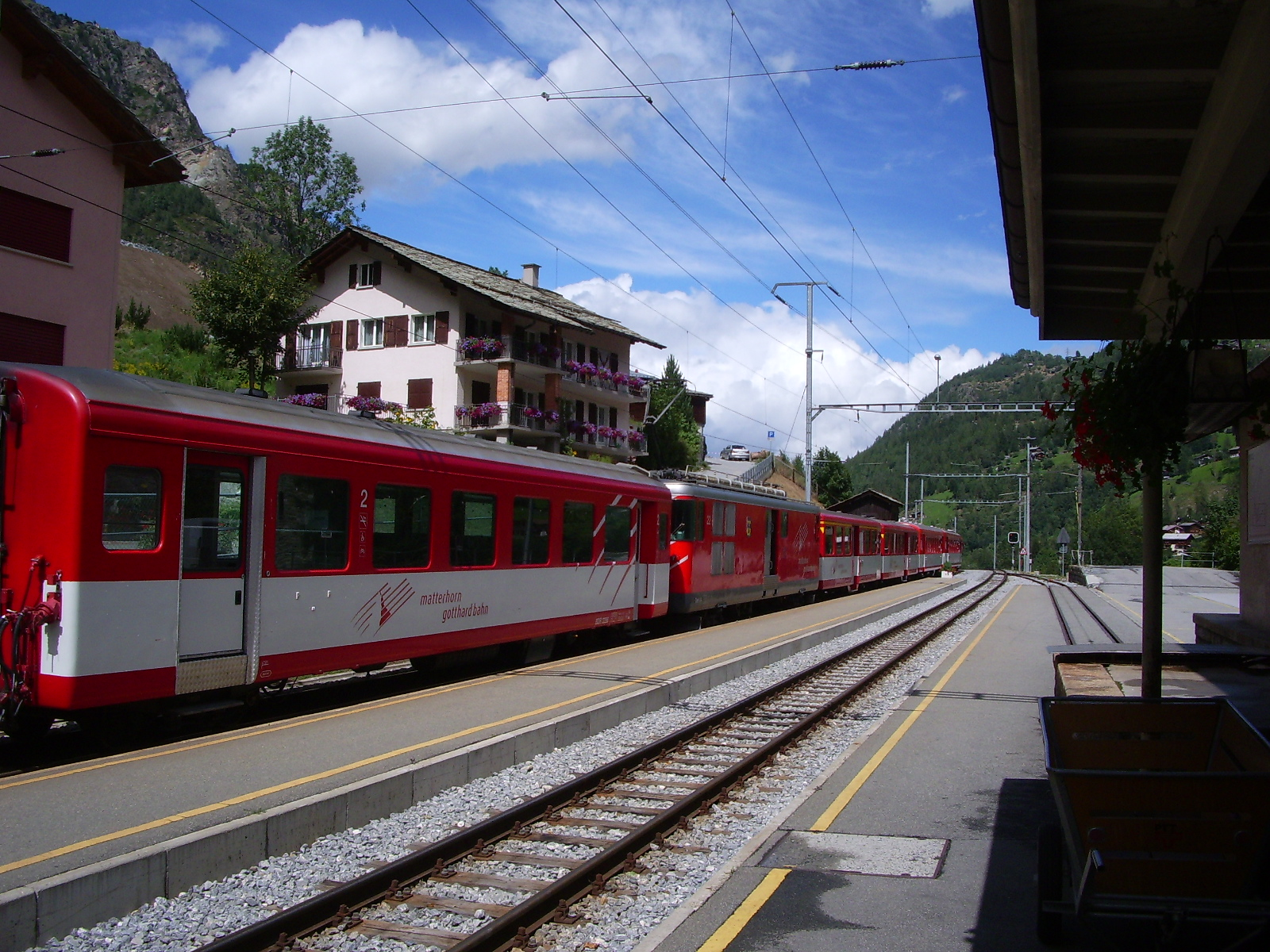
Bahnhof St. Niklaus

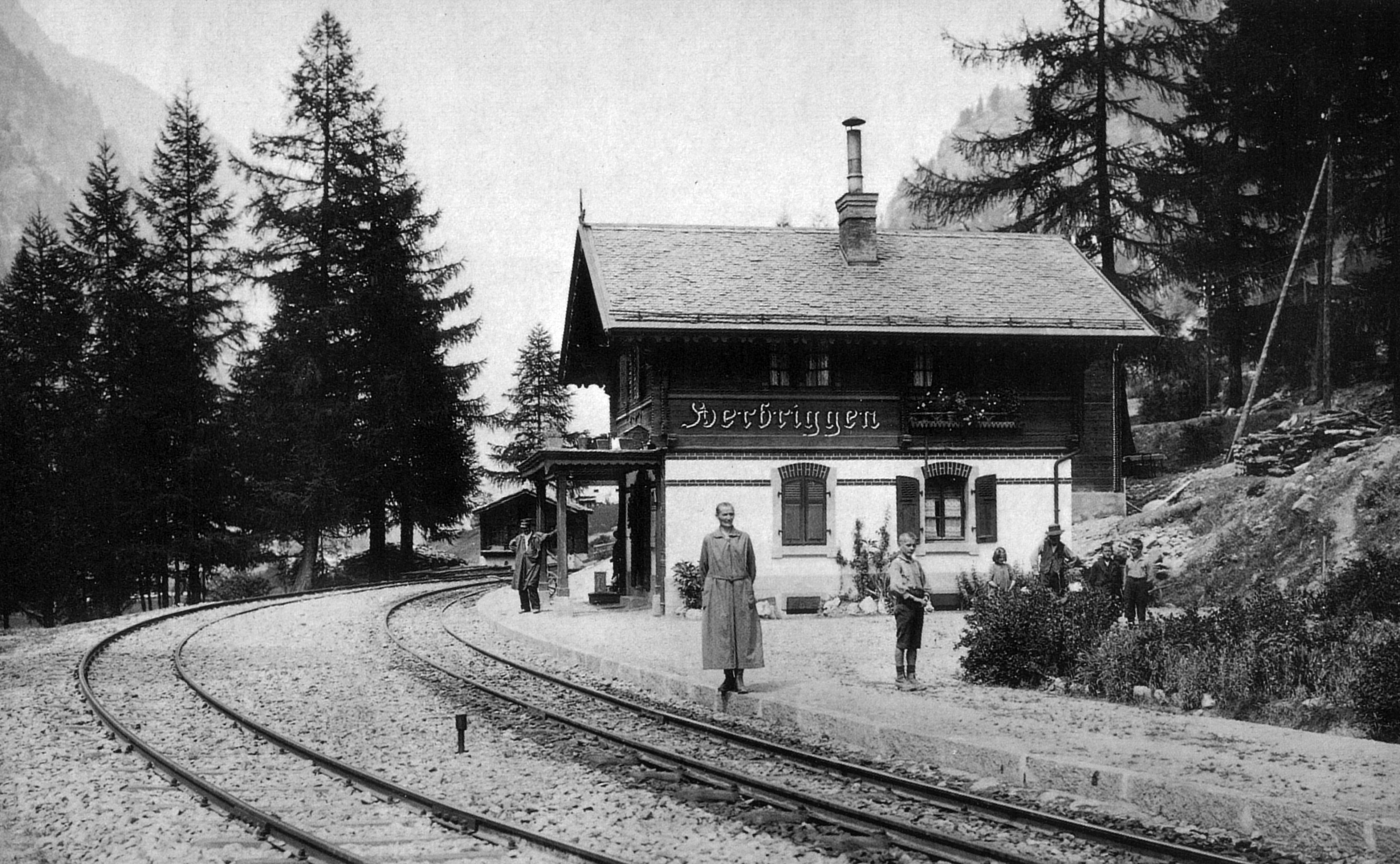
Bahnhof Herbriggen um 1891

Der Bahnhof St. Niklaus erstreckt sich entlang des westlichen Ortsrandes und verfügt über zwei Bahnsteiggleise sowie ein Nebengleis mit Laderampe. Das Bahnhofsgebäude entspricht einem standardisierten Typ, der in ähnlicher Form auch in Täsch vorhanden war. Der Bahnhof ist Ausgangspunkt der Postautolinie zum Ferienort Grächen, der sich über der rechten Talseite auf einem Hochplateau erstreckt und über eine serpentinenreiche Strasse mit dem Tal verbunden ist.
Kurz hinter dem Bahnhof beginnt der nächste Zahnstangenabschnitt. Dieser führt hinauf zum Blattbachtunnel, einem 1931 errichteten 130 Meter langen Lawinenschutzbauwerk. Die ursprünglich an dieser Stelle vorhandene offene Streckenführung musste aufgegeben werden, da die Eisenbahnbrücke über den Blattbach seit ihrem Bau mehrfach von Lawinen und Hochwasser zerstört worden war. Zur Umgehung des problematischen Streckenteils wurde daher in offener Bauweise das Tunnelgewölbe erstellt und anschliessend mit Erde überdeckt. Gleichzeitig konnte so auch die Ausfahrt des dritten Zahnstangenabschnitts vor Witterungseinflüssen geschützt werden.
Die Bahnlinie wechselt im Anschluss daran erneut die Talseite und passiert das Ausgleichsbecken eines bei Herbriggen befindlichen Wasserkraftwerks. Die in unmittelbarer Nähe dazu gelegene Kreuzungsstation Mattsand wurde für den Kraftwerksbau 1956 errichtet und wird seit 1964 für Zugkreuzungen verwendet. Der nahegelegene Bahnhof von Herbriggen weist neben zwei Bahnsteiggleisen auch ein Anschlussgleis für ein Unterwerk des Kraftwerks auf. Das ursprüngliche Stationsgebäude existiert nicht mehr, es wurde 1966 durch einen Neubau ersetzt.
Der folgende Streckenabschnitt nach Randa wird vor allem durch den Bergsturz von 1991 geprägt, der das bestehende Trassee auf 250 Metern verschüttete und umfangreiche Streckenneubauten erforderlich machte. Hinter Herbriggen folgt die Strecke zunächst weiter dem Verlauf der Matter Vispa in Talmitte. Kurz vor dem Schuttkegel beschreibt das Trassee jedoch eine scharfe Linkskurve und verläuft gemeinsam mit der Talstrasse am äussersten Rand des Talbodens, um das durch weitere Bergstürze bedrohte Gelände möglichst weiträumig zu umfahren. Südlich des Schuttkegels geht das Trassee in ein Gefälle mit 120 ‰ Neigung über und erreicht wieder die ursprüngliche Streckenführung entlang der Matter Vispa. Die gesamte Umfahrungsstrecke ist mit Zahnstangen ausgestattet. Hier befindet sich seit 1991 auch das einzige Gefälle in Fahrtrichtung Zermatt, das Zahnstangen erforderlich macht.
Die Bahnstrecke verläuft bei Randa entlang des westlichen Ortsrandes. Der Bahnhof weist zwei Bahnsteiggleise und ein Gütergleis auf, das Bahnhofsgebäude stammt noch aus dem Eröffnungsjahr 1891 und wurde bis heute nur geringfügig umgebaut. Südlich von Randa durchquert die Strecke den Weiler Wildi, wo sich von 1960 bis 1966 ein Ladegleis für den Kraftwerksbau der Grande Dixence befand. Im Anschluss trifft sie wieder auf die Matter Vispa und verläuft auf der weiteren Route nach Täsch unmittelbar parallel zu dieser entlang des Talgrundes.

#### Bahnhof Täsch

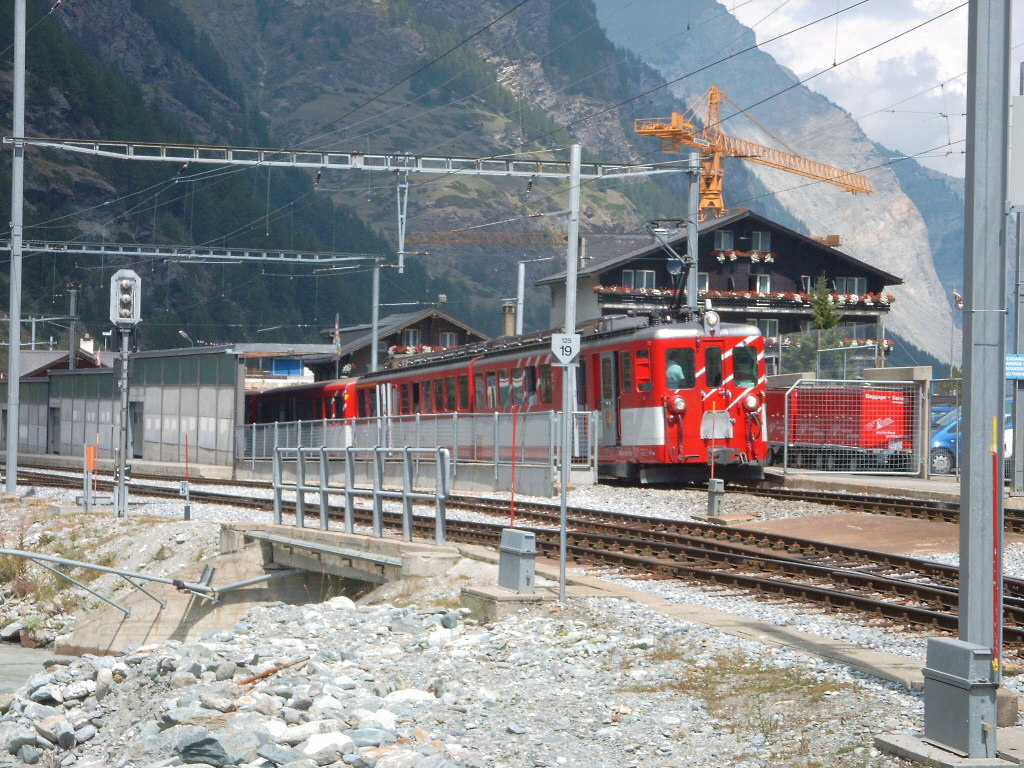
Pendelzug nach Zermatt im alten Bahnhof Täsch

Der Bahnhof von Täsch hat seit den 1970er-Jahren eine besondere Bedeutung als Endpunkt der von Kraftfahrzeugen befahrbaren Talstrasse. Ursprünglich ein einfacher zweigleisiger Kreuzungsbahnhof, wurde das Gelände 1975 durch ein separates Bahnsteiggleis für Pendelzüge nach Zermatt erweitert. Das Bahnhofsgebäude von 1891 erhielt gleichzeitig einen modernen Anbau, der die Billettschalter beherbergte, während die Wiesen um den Bahnhof in Parkplätze umgewandelt wurden. Ab 2005 baute man die gesamte Bahnhofsanlage grundlegend um; es entstand unter der Bezeichnung Matterhorn Terminal Täsch ein dreistöckiges Parkhaus mit 2000 Autostellplätzen, das auch die Billettschalter enthält. Das bisherige Bahnhofsgebäude und der Pendelzugbahnsteig wurden dabei abgerissen. Die neue Bahnhofsanlage weist zwei Gleise für den durchgehenden Verkehr und eine zweigleisige Bahnsteighalle für die Pendelzüge auf. Östlich davon schliesst sich ein überdachter Parkplatz für Reisebusse an.

### Täsch – Zermatt

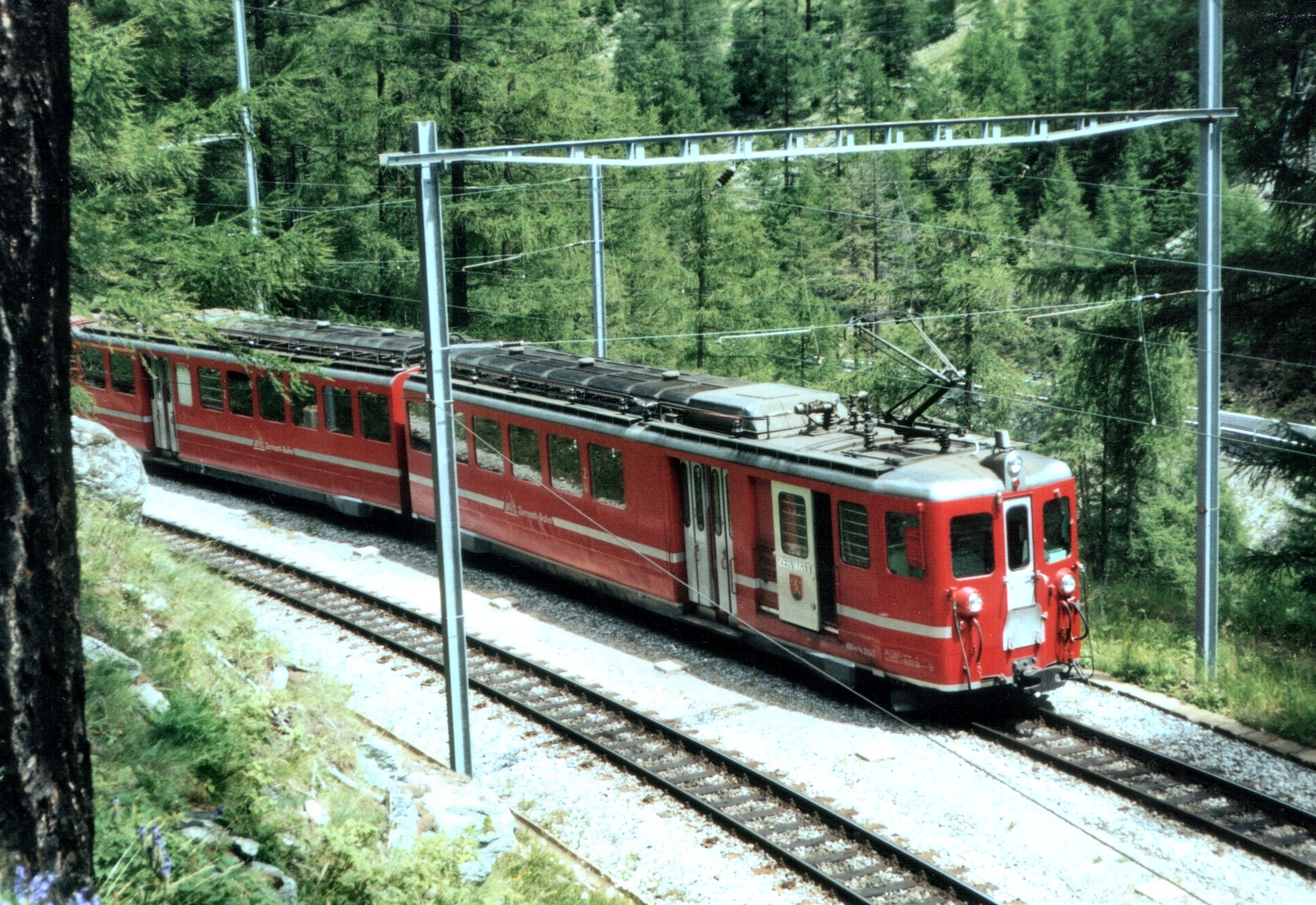
Personenzug mit ABDeh 8/8 in der Ausweichstelle Kalter Boden

Hinter Täsch folgt die Bahnlinie zunächst weiter dem Verlauf der Matter Vispa. Unmittelbar vor der 1964 aus Beton neu errichteten Täschsandbrücke, über die das Trassee zum letzten Mal auf die rechte Talseite wechselt, wird die gleichnamige Kreuzungsstelle passiert, welche im Sommer 2007 zur Steigerung der Streckenkapazität eingerichtet wurde. Im Anschluss beginnt der fünfte und letzte Zahnstangenabschnitt, um die finalen Höhenmeter bis Zermatt zu bewältigen. Während der Fluss zunehmend in einer Schlucht verschwindet, verläuft die Strecke entlang des rechten Talhanges. Zwischen Täsch und Zermatt ist der Grossteil des Trassees durch Galerien vor Lawinen geschützt, von 5612 Metern Strecke sind 2221 Meter durch Verbauungen und Tunnel überdacht.
Etwa auf halber Strecke befindet sich die 1972 parallel zur Eröffnung des Pendelzugverkehrs in Betrieb genommene Kreuzungsstelle Kalter Boden, hier endet auch der letzte Zahnstangenabschnitt. Fast alle Züge müssen wegen der starken Auslastung des Streckenabschnittes hier die Kreuzung mit einem Gegenzug abwarten.
Nach rund zwei Kilometern erreicht die Strecke schliesslich den nördlichen Ortsrand von Zermatt. Hier befindet sich ein Ladegleis für Beton und andere Baumaterialien, das der Versorgung des Zermatter Bauhofes dient. Der anschliessende kurze Spissfluhtunnel unterquert den Heliport der Air Zermatt, kurz darauf erreicht die Bahnlinie den Bahnhof von Zermatt.

#### Bahnhof Zermatt

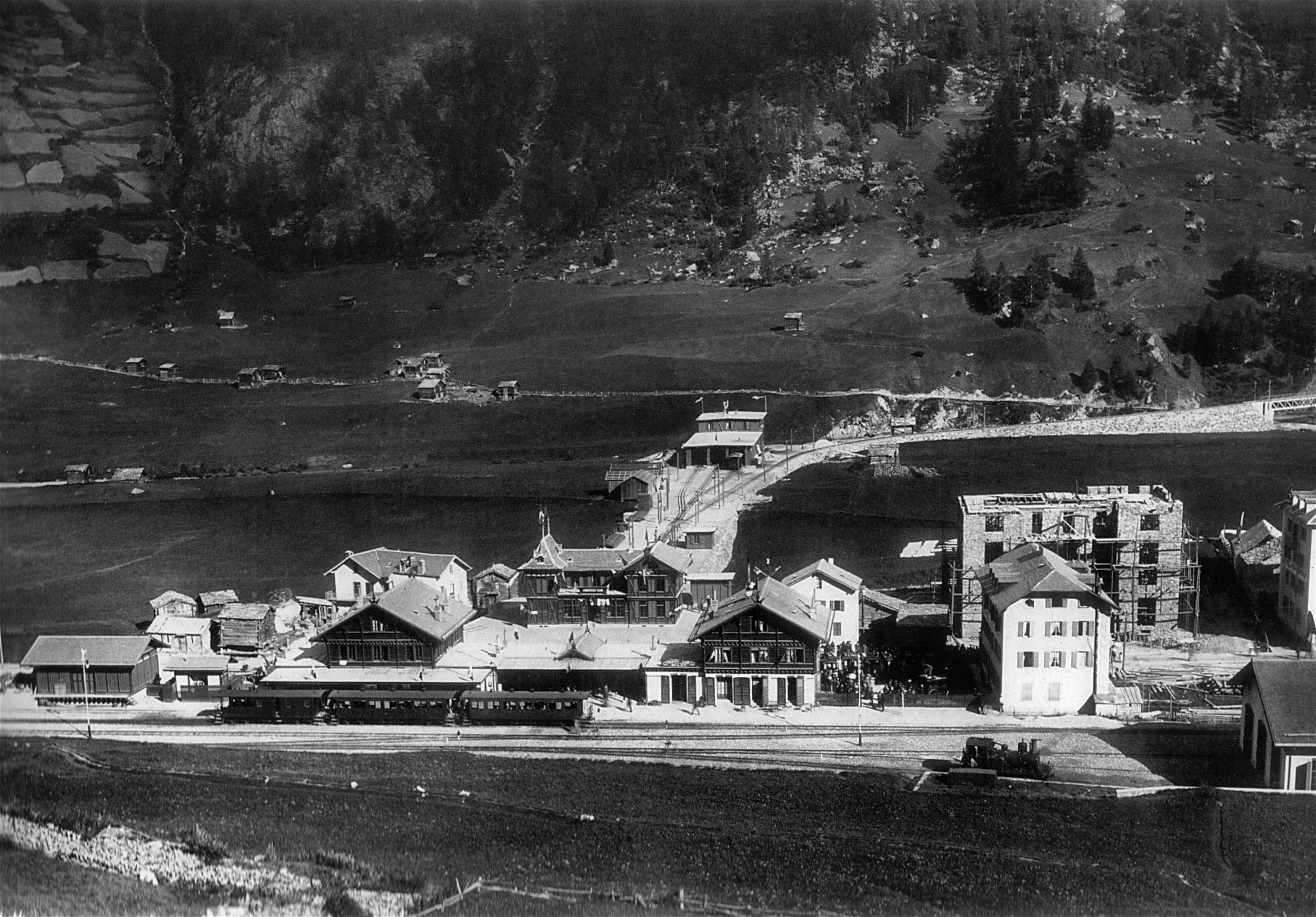
Der Bahnhof von Zermatt um 1900

Das Erscheinungsbild des Bahnhofs von Zermatt ist durch die Umbauten der 1980er-Jahre geprägt. Um Passagiere und Rollmaterial vor Lawinen zu schützen, wurde bis 1989 eine massive Überdachung aus Beton errichtet, die die insgesamt sechs Gleise des Bahnhofes überspannt. Das am Westrand des Bahnhofes gelegene Gleis 1 verfügt über eine Untersuchungsgrube und ist nicht öffentlich zugänglich, hier werden vor allem die Pendelzüge gewartet. Gleis 2 wurde für den Pendelverkehr nach Täsch eingerichtet und verfügt nach dem Prinzip der Spanischen Lösung an beiden Seiten über Bahnsteige, um einen schnellen Fahrgastwechsel zu ermöglichen. Die Gleise 3 bis 5 dienen dem regulären Zugverkehr nach Brig und verfügen über je einen Bahnsteig. Gleis 6 ist hauptsächlich für den Stückgutverkehr vorgesehen und endet an der Gepäckhalle des Bahnhofsgebäudes. Es ist kürzer als die übrigen Gleise, verfügt jedoch auch über einen gemeinsamen Bahnsteig mit Gleis 5.
Das heutige Bahnhofsgebäude wurde zu Anfang der 1990er-Jahre im regionalen Holzbaustil errichtet. Es erinnert in seinen Proportionen an das ehemalige Bahnhofsgebäude von 1891 und ist in drei Bereiche gegliedert. Der südliche Teil umfasst unter anderem das Bahnhofsrestaurant, während im mittleren Gebäudeteil die Billettschalter und die Gepäckausgabe angeordnet sind. Nördlich schliesst sich die in Betonbauweise errichtete Gepäckhalle an. Der Bahnhof der Gornergratbahn befindet sich auf der gegenüberliegenden Strassenseite, er verfügt über ein Verbindungsgleis zum Bahnhof der MGB, um Gütertransporte und Fahrzeugüberführungen abwickeln zu können.

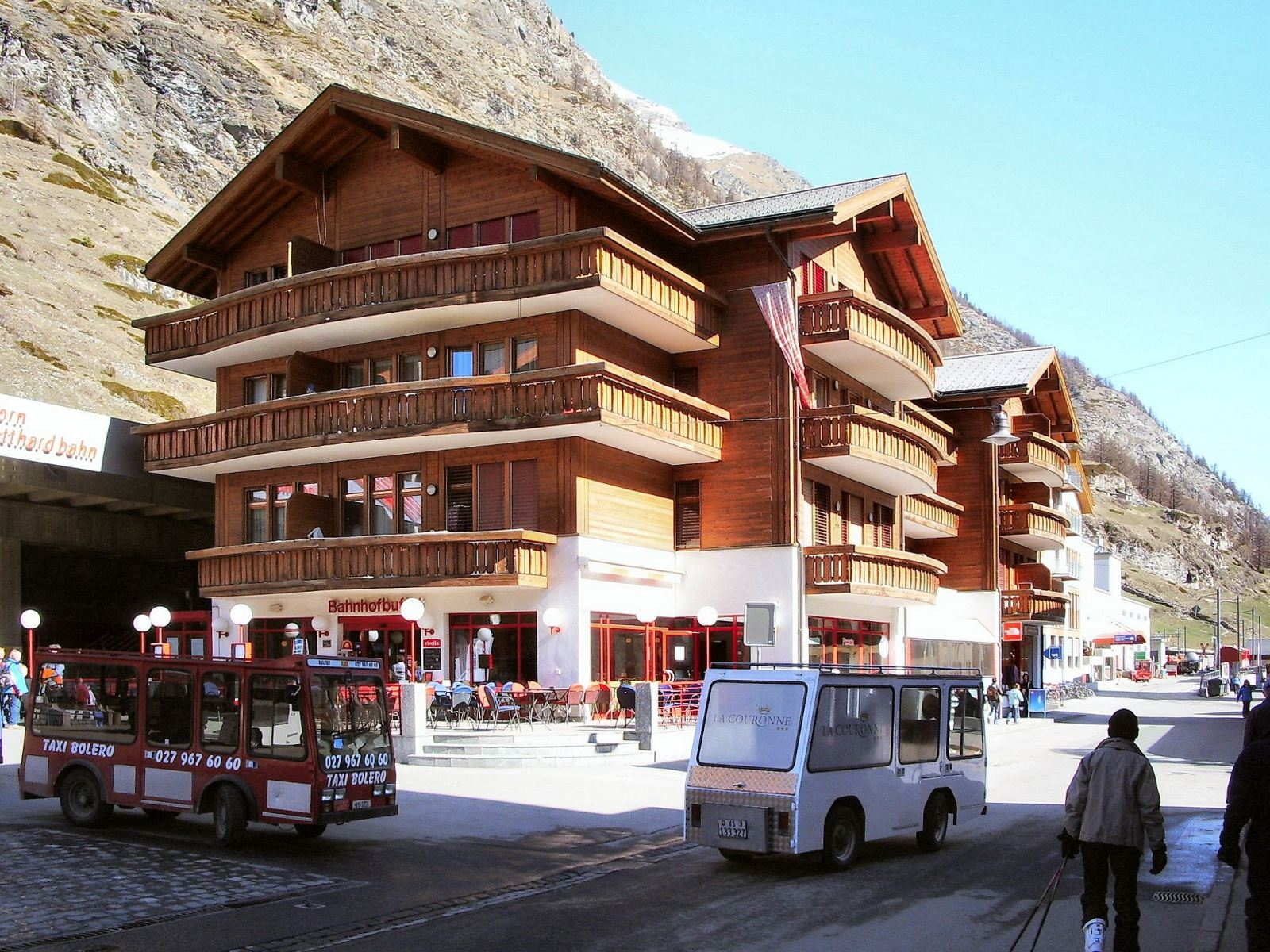
Bahnhofsplatz und Empfangsgebäude von Zermatt

Nördlich der Bahnhofshalle befinden sich umfangreiche Gleisanlagen, die hauptsächlich für den Güterverkehr und zum Abstellen von Fahrzeugen genutzt werden. Die Bahnhofseinfahrt wurde nach der Lawine von 1966 mit einer massiven Lawinengalerie überbaut. Die sogenannte Schafgrabengalerie ist zweigleisig angelegt und ermöglicht auch das sichere Abstellen von Fahrzeugen. Östlich daran schliessen sich offene Abstellgleise an, die wegen der skizzierten Gefährdung im Winter nur eingeschränkt benutzt werden können.

## Fahrplan
Der Fahrplan 2007 sah 15 tägliche Zugpaare zwischen Brig und Zermatt vor. Mit Ausnahme der Züge am frühen Morgen und am späten Abend wurde in beiden Richtungen ein Stundentakt angeboten, die Züge hielten an allen Bahnhöfen.
Nach der Inbetriebnahme des Lötschberg-Basistunnels im Dezember 2007 wurde Visp zum Hauptumsteigepunkt aus allen Richtungen. Der Fahrplan wurde verdichtet und am Abend ausgebaut; an Wintersamstagen gibt es einen fast durchgehenden Halbstundentakt im Abschnitt Visp–Zermatt.
Die Fahrzeit beträgt hier 63 bis 69 Minuten. Während der Hochsaison von Mai bis Oktober verkehren zusätzlich zum normalen Zugsangebot vier Glacier-Express-Züge, die lediglich in Zermatt, Visp und Brig, teils auch in St. Niklaus, halten, in der Wintersaison ist es ein tägliches Zugpaar.
Seit dem 14. Dezember 2014 besteht zwischen Zermatt und Brig (und weiter bis Fiesch) zwischen 7.30 Uhr und 20 Uhr ein Halbstundentakt.
Pendelzüge mit Abteilen für Gepäcktrolleys verkehren zwischen Täsch und Zermatt zwischen 6 Uhr und 1 Uhr, bis 22 Uhr in einem 20-Minuten-Takt. Freitags bis sonntags herrscht durchgehender Betrieb.

## Güterverkehr

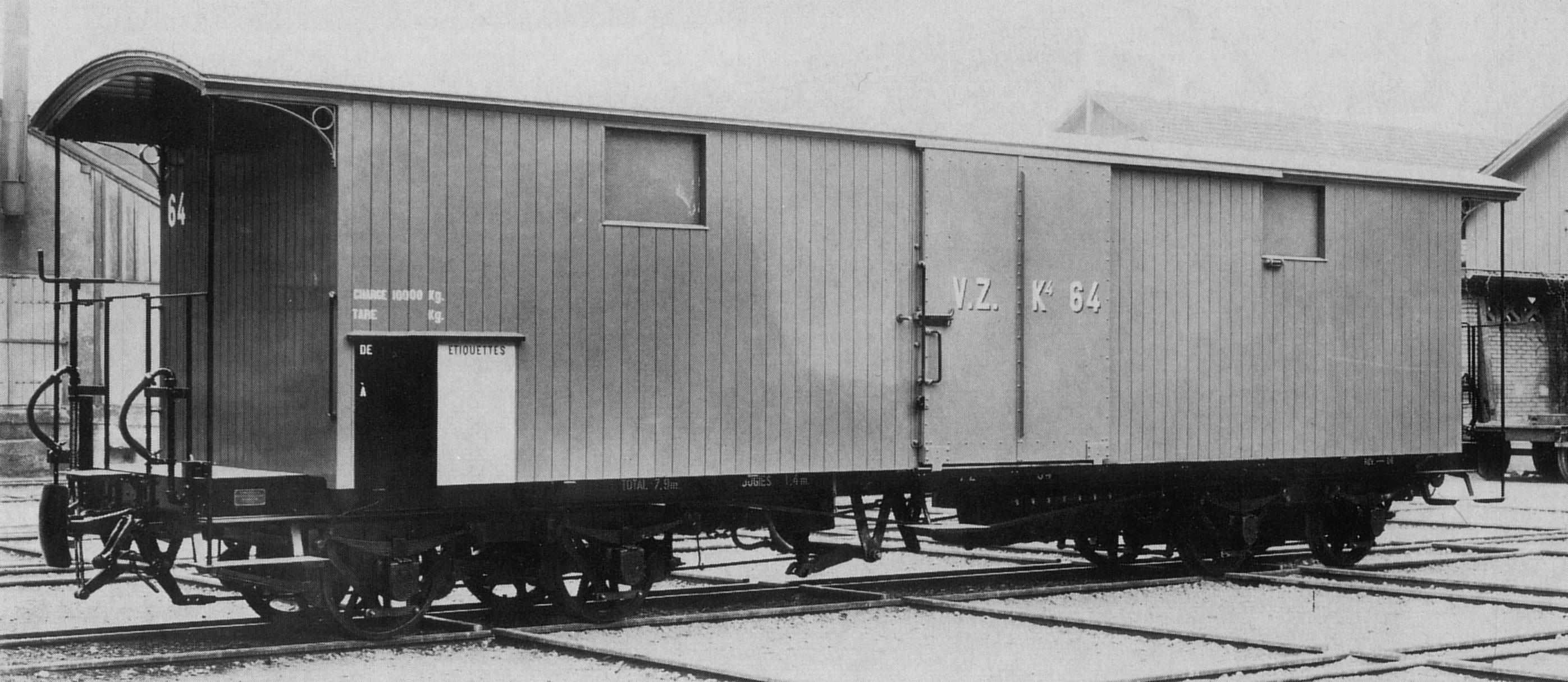
Vierachsiger Güterwagen von 1906

Ungewöhnlich für eine Schmalspurbahn ist der bis heute sehr intensive Güterverkehr. Dieser beschränkt sich jedoch auf die Versorgung Zermatts, das nach wie vor von Lastwagen nur beschränkt angefahren werden kann. Da die restlichen Gemeinden des Mattertals über die Talstrasse mit Lastwagen versorgt werden können, spielt der Bahnverkehr für sie keine Rolle. Die einzige grössere Ausnahme war lange Zeit der Transport der sogenannten Embder Steinplatten, die in der Region als traditionelles Material zum Decken von Dächern verwendet werden. Diese gelangten über Materialseilbahnen von den Steinbrüchen bei Embd zu zwei Ladegleisen in der Kipfenschlucht, von wo sie per Bahn nach Visp weitertransportiert wurden.
Die wichtigsten Transportgüter nach Zermatt sind Lebensmittel, Baumaterialien und Heizöl, aber auch Kerosin für die Air Zermatt. Auch andere Konsumgüter werden per Bahn transportiert, ebenso Touristengepäck. Umladeanlagen existieren am Bahnhof Visp, wo Container von Lastwagen und normalspurigen Güterwagen auf schmalspurige Transportwagen umgeladen werden. Im Gamsensand, zwischen Visp und Brig, befinden sich Anlagen zum Befüllen von Kesselwagen. Der Bahnhof von Zermatt verfügt seit 1983 über teilweise unterirdische Anlagen zum Umschlag von Mineralölprodukten, die Entladestelle für Düsenkraftstoff befindet sich talwärts auf Höhe der Helikopterbasis.
Der Grossteil des Güteraufkommens wird in standardisierten Containern transportiert, für die vier- und zweiachsige Tragwagen vorhanden sind. Nicht in Containern transportierte Fracht wird in Visp in Schiebewandwagen umgeladen und in Zermatt mittels Elektrofahrzeugen dem Empfänger zugestellt. Für nicht nässeempfindliche Güter sind mehrere offene Güterwagen verschiedener Typen vorhanden. Der Öltransport erfolgt in vier- oder zweiachsigen Kesselwagen. Klassische gedeckte Güterwagen spielen im normalen Betrieb keine Rolle mehr. Während der Hochsaison verkehren in beiden Richtungen bis zu drei reine Güterzüge pro Tag, hinzu kommen weitere an Reisezüge angehängte Güterwagen.
Ein Teil der Güterwagen ist für den Verkehr auf der Gornergratbahn geeignet. Mittels zweier spezieller Triebwagen des Typs Bhe 4/4 können so Güter ohne Umladen bis auf den Gornergrat befördert werden.

## Rollmaterial

### Lokomotiven und Triebwagen

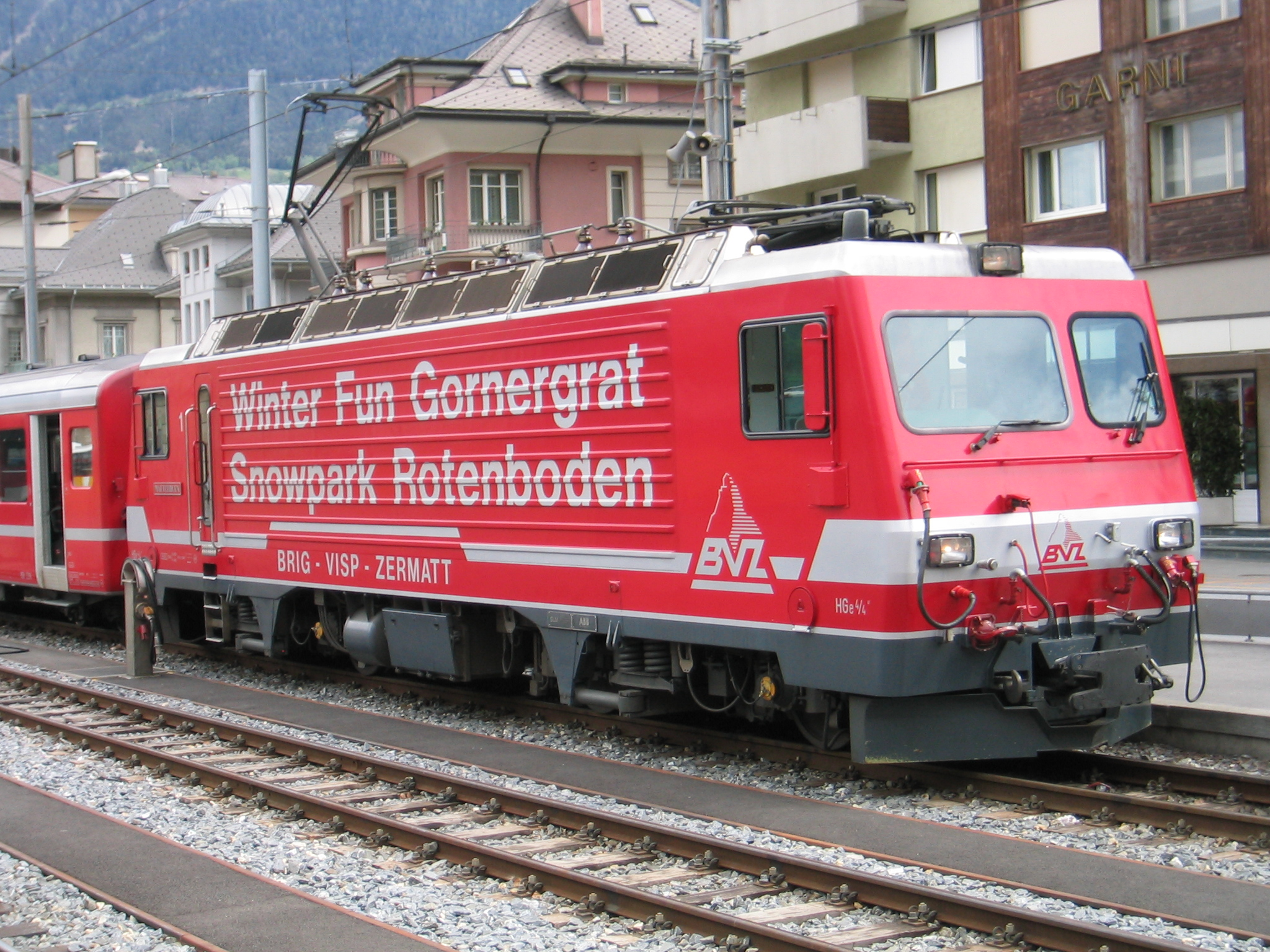
HGe 4/4 II Nr. 1

Die Grundlage des Betriebs bildeten vier 1890 in Betrieb genommene Dampflokomotiven des Typs HG 2/3. Zwischen 1893 und 1908 kamen vier weitere Maschinen hinzu. Mit der Elektrifizierung der Strecke 1929 konnten die fünf ältesten Exemplare ausgemustert werden, während drei Lokomotiven als Reserve vorerst erhalten blieben. Nach 1941 verblieb lediglich die Lok Nr. 7 als fahrdrahtunabhängige Reserve im Bestand, heute kommt sie als Museumslok zum Einsatz.
Für den elektrischen Betrieb wurden 1929 und 1930 insgesamt fünf vierachsige Elektrolokomotiven HGe 4/4 I beschafft, 1939 kam eine sechste Lokomotive mit neu gestalteten Aufbauten hinzu. Die sechs Maschinen wurden 1960 und 1965 durch insgesamt fünf Doppeltriebwagen der Typen ABDeh 6/6 und ABDeh 8/8 ergänzt. 1975 und 1976 trafen vier schwere Gepäcktriebwagen des Typs Deh 4/4 im Mattertal ein.
Die Inbetriebnahme von fünf modernen Elektrolokomotiven des Typs HGe 4/4 II 1990 ermöglichte die schrittweise Ausrangierung der veralteten HGe 4/4 I, lediglich die Loks Nr. 15 und 16 bleiben als Museumsfahrzeuge und Reserve erhalten. Eine weitere Modernisierung erfolgt seit 2003 mit der Beschaffung von Niederflur-Gelenktriebwagen der Firma Stadler. Die ersten vier Triebwagen BDSeh 4/8 verkehren seit 2003 bzw. 2005 im Pendelverkehr zwischen Täsch und Zermatt. Fünf weitere Exemplare, eingerichtet für den Verkehr Visp–Zermatt, wurden 2007/08 in Betrieb genommen; zwei davon als dreiteilige ABDeh 4/8, drei als vierteilige ABDeh 4/10.

### Personenwagen

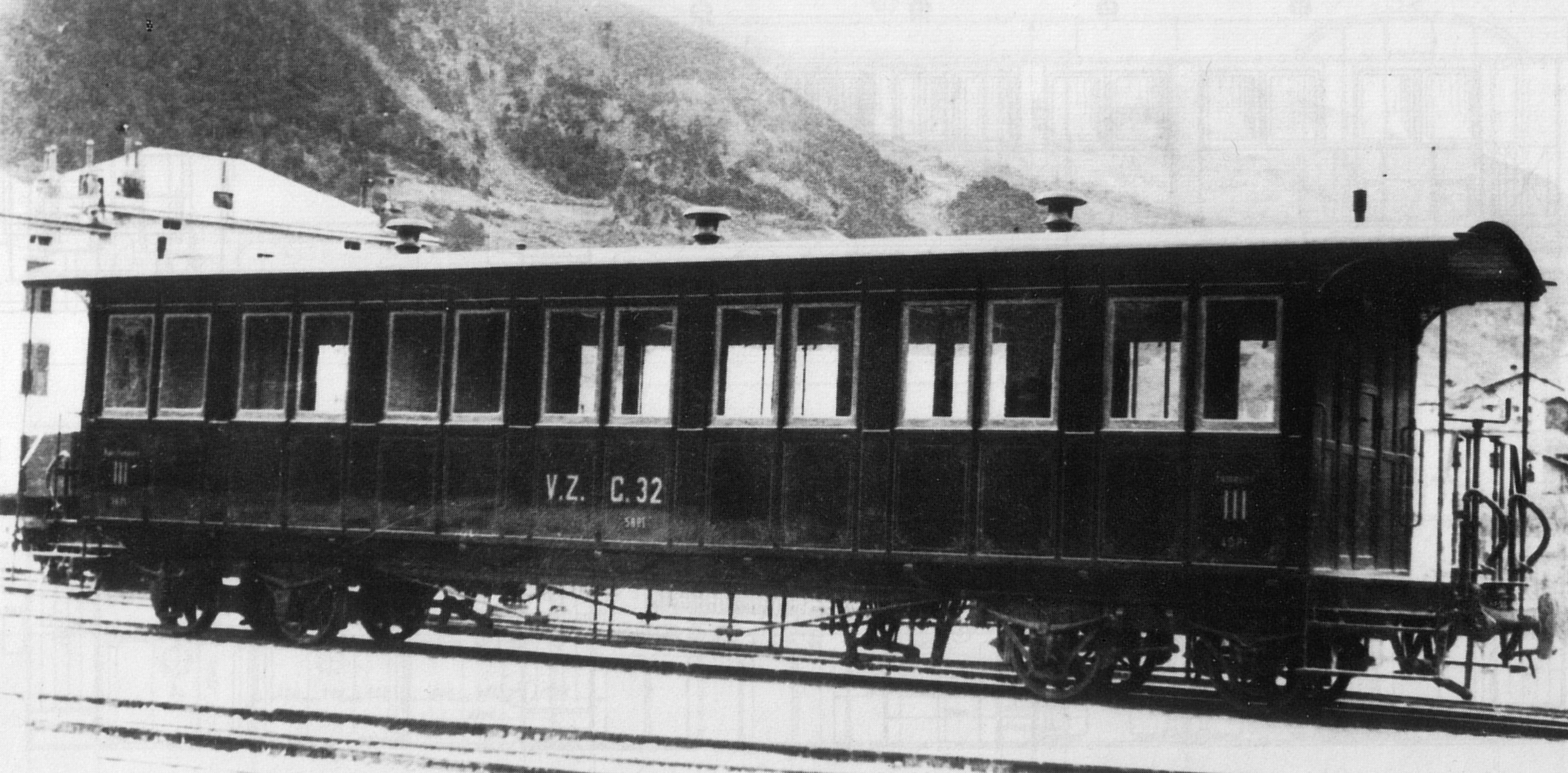
Personenwagen C^{4} Nr. 32 von 1890

Die Visp-Zermatt-Bahn beschaffte von Anfang an ausschliesslich vierachsige Personenwagen aller drei Klassen, die durch die Schweizerische Industrie-Gesellschaft (SIG) gefertigt wurden. Modernisierungen erfolgten teilweise noch vor dem Ersten Weltkrieg durch den Aufbau neuer Wagenkästen. Für den Einsatz im Glacier-Express beschaffte die VZ 1931 die ersten beiden Personenwagen mit geschlossenen Plattformen.
Nach dem Zweiten Weltkrieg setzte eine umfassende Modernisierung ein. Insgesamt 26 Personenwagen mit Mitteleinstieg in Leichtmetallbauweise wurden zwischen 1955 und 1963 in Betrieb genommen. Sie stellen eine verkürzte Variante eines ursprünglich auf der Brünigbahn eingesetzten Wagentyps dar, 1990 wurden sie durch von der Brünigbahn gebraucht erworbene Wagen des Ursprungstyps ergänzt.
Zwischen 1968 und 1975 folgte eine weitere Kapazitätserweiterung durch die Beschaffung von sogenannten Einheitswagen, auch hier wählte man einen zuvor von der Brünigbahn beschafften Wagentyp. In Kombination mit den vier zwischen 1975 und 1976 beschafften Gepäcktriebwagen und dazu kompatiblen Steuerwagen konnte so erstmals ein Pendelzugbetrieb angeboten werden.
Die jüngste Innovation stellen die 1993 gemeinsam mit der Furka-Oberalp-Bahn beschafften Panoramawagen dar, die hauptsächlich im Glacier-Express zum Einsatz kommen. Nach der Fusion zur Matterhorn-Gotthard-Bahn wurde das Konzept weiter ausgebaut und in Kooperation mit der Rhätischen Bahn auf die Saison 2006 hin insgesamt 24 weitere Panoramawagen beschafft.

### Farbgebung
Die Dampflokomotiven waren ursprünglich schwarz gestrichen. Die Museumslokomotive HG 2/3 Nr. 7 trägt seit Ende der 1980er-Jahre einen grün-schwarzen Anstrich. Die Personenwagen, Elektrolokomotiven und Triebwagen waren anfangs einfarbig in einem dunklen Rotton gestrichen, der im Laufe der Zeit schrittweise aufgehellt wurde. Seit 1982 war zusätzlich ein längs unterhalb der Fenster verlaufender schmaler Silberstreifen üblich. Im Jubiläumsjahr 1991 gab sich das Unternehmen ein neues Logo, das nach und nach auf den Fahrzeugen angebracht wurde, auf den Reisezugwagen innert etwa fünf Jahren, auf den HGe 4/4″ aber erst 1999/2000. Nach der Umwandlung zur Matterhorn-Gotthard-Bahn wurde bei Personenwagen und Personentriebwagen die Seitenwand unterhalb der Fenster weiss bedeckt. Die Lokomotiven und Gepäcktriebwagen sind seither einheitlich rot gestrichen. Beim Neuanstrich von Fahrzeugen wird bei gleicher Farbaufteilung das etwas hellere MGB-Rot verwendet.
Eine einheitliche Farbgebung für Güterwagen existiert nicht. Hölzerne Fahrzeugteile sind jedoch in der Regel dunkelbraun lackiert, während Komponenten aus rostfreien Leichtmetallen unlackiert bleiben. Kesselwagen erhalten eine dunkelgraue Lackierung des Kessels. Die glatten Seitenflächen moderner Schiebewandwagen werden häufig für Werbeaufschriften genutzt.

### Liste der Triebfahrzeuge
| Nr.  | Name         | Typ        | Hersteller     | Baujahr | Ausrangierung | Bemerkungen |
| ---- | ------------ | ---------- | -------------- | ------- | ------------- | --- |
| 1    | Matterhorn   | HG 2/3     | SLM            | 1890    | 1929          | |
| 2    | Monte Rosa   | HG 2/3     | SLM            | 1890    | 1929          | 1913 Umbau auf Heissdampf |
| 3    | Mischabel    | HG 2/3     | SLM            | 1890    | 1929          | 1926 Umbau auf Heissdampf |
| 4    | Gornergrat   | HG 2/3     | SLM            | 1890    | 1929          | |
| 5    | St. Theodule | HG 2/3     | SLM            | 1893    | 1929          | 1916 Umbau auf Heissdampf |
| 6    | Weisshorn    | HG 2/3     | SLM            | 1902    | 1941          | 1925 Umbau auf Heissdampf, 1941 an Ems-Chemie Chur, 1988 an DFB, betriebsfähig                                                                             |
| 7    | Breithorn    | HG 2/3     | SLM            | 1906    |               | 1921 Umbau auf Heissdampf, 2001 neuer Kessel u. Leichtölfeuerung, seit 2010 leihweise bei DFB, nicht betriebsfähig, wird wieder auf Kohlefeuerung umgebaut |
| 8    | Lyskamm      | HG 2/3     | SLM            | 1908    | 1935          | 1915 Umbau auf Heissdampf |
| 11   | –            | HGe 4/4 I  | SLM, MFO, SWS  | 1929    | 2005          | |
| 12   | –            | HGe 4/4 I  | SLM, MFO, SWS  | 1929    | 2004          | |
| 13   | –            | HGe 4/4 I  | SLM, MFO, SWS  | 1929    | 2002          | |
| 14   | –            | HGe 4/4 I  | SLM, MFO, SWS  | 1929    | 1992          | |
| 15   | –            | HGe 4/4 I  | SLM, MFO, SWS  | 1930    |               | Betriebsfähiges Museumsfahrzeug |
| 16   | –            | HGe 4/4 I  | SLM, MFO       | 1939    |               | Prototyp für HGe 4/4 I der FO, 1951/52 Wiederaufbau nach Unfall, 2007 an DFB                                                                               |
| 2031 | –            | ABDeh 6/6  | SIG, SLM, SAAS | 1960    | 2006          | |
| 2032 | –            | ABDeh 6/6  | SIG, SLM, SAAS | 1960    | 2005          | |
| 2041 | Brig         | ABDeh 8/8  | SIG, SLM, SAAS | 1965    | 2011          | |
| 2042 | Visp         | ABDeh 8/8  | SIG, SLM, SAAS | 1965    | 2014          | |
| 2043 | Zermatt      | ABDeh 8/8  | SIG, SLM, SAAS | 1965    | 2008          | |
| 21   | Stalden      | Deh 4/4    | SIG, SLM, SAAS | 1975    |               | |
| 22   | St. Niklaus  | Deh 4/4    | SIG, SLM, SAAS | 1975    |               | |
| 23   | Randa        | Deh 4/4    | SIG, SLM, SAAS | 1976    |               | |
| 24   | Täsch        | Deh 4/4    | SIG, SLM, SAAS | 1976    |               | |
| 1II  | Matterhorn   | HGe 4/4 II | SLM, ABB       | 1990    |               | 2023 modernisiert, neue Nr. 109 |
| 2II  | Monte Rosa   | HGe 4/4 II | SLM, ABB       | 1990    | 2023          | |
| 3II  | Dom          | HGe 4/4 II | SLM, ABB       | 1990    |               | |
| 4II  | Täschhorn    | HGe 4/4 II | SLM, ABB       | 1990    |               | |
| 5II  | Mount Fuji   | HGe 4/4 II | SLM, ABB       | 1990    |               | ursprünglicher Name Dent Blanche |
| 2051 | Castor       | BDSeh 4/8  | Stadler        | 2003    |               | An MGB geliefert |
| 2052 | Pollux       | BDSeh 4/8  | Stadler        | 2003    |               | An MGB geliefert |
| 2053 | Albatros     | BDSeh 4/8  | Stadler        | 2005    |               | Durch MGB beschafft |
| 2054 | Eagle        | BDSeh 4/8  | Stadler        | 2005    |               | Durch MGB beschafft |
| 2011 |              | ABDeh 4/10 | Stadler        | 2007    |               | Durch MGB beschafft |
| 2012 |              | ABDeh 4/10 | Stadler        | 2007    |               | Durch MGB beschafft |
| 2013 |              | ABDeh 4/10 | Stadler        | 2007    |               | Durch MGB beschafft |
| 2021 |              | ABDeh 4/8  | Stadler        | 2008    |               | Durch MGB beschafft |
| 2022 |              | ABDeh 4/8  | Stadler        | 2008    |               | Durch MGB beschafft |

| Nr.  | Name    | Typ     | Hersteller    | Baujahr | Ausmusterung | Bemerkungen                                                                 |
| ---- | ------- | ------- | ------------- | ------- | ------------ | --------------------------------------------------------------------------- |
| 2961 | –       | Xmh 1/2 | Asper         | 1928    | 1981         | Motordraisine, 1957 und 1974 Neuaufbau durch BVZ                            |
| 2921 | –       | Tm 2/2  | RACO          | 1957    | 1993         | Geliefert als Nr. 301, 1959 umnummeriert in 2921, ausgemustert nach Unfall  |
| 2922 | –       | Tm 2/2  | RACO          | 1959    |              | Seit 1981 mit Hydraulikkran ausgerüstet                                     |
| 71   | –       | Gm 3/3  | Moyse         | 1975    |              |                                                                             |
| 72   | –       | Gm 3/3  | Moyse         | 1975    |              |                                                                             |
| 73   | –       | Tm 2/2  | Schöma, Deutz | 1980    |              | Baujahr 1972, Übernahme durch BVZ 1980, ex Baustelle Arlberg-Strassentunnel |
| 2962 | –       | Xmh 1/2 | Steck/Deutz   | 1982    |              |                                                                             |
| 74   | –       | Tm 2/2  | Ruhrthaler    | 1958    |              | ex Kerkerbachbahn, Übernahme durch BVZ 1991                                 |
| 75   | Niklaus | HGm 2/2 | Stadler       | 2002    |              | Für Betrieb auf der Gornergratbahn zugelassen                               |
| 76   |         | HGm 2/2 | Stadler       | 2011    |              | Durch MGB beschafft, für Betrieb auf der Gornergratbahn zugelassen          |